# 's-Hertogenbosch
 's-Hertogenbosch (uitspraakⓘ), officieus Den Bosch genoemd, is de hoofdstad van de provincie Noord-Brabant. Tevens is het de hoofdplaats van de gemeente 's-Hertogenbosch.
De stad draagt de bijnaam 'Moerasdraak'. Deze naam heeft de stad overgehouden aan haar rol in de Tachtigjarige Oorlog. 's-Hertogenbosch was toen een vestingstad omringd door moeras zoals Het Bossche Broek en de Moerputten, waardoor de stad 'onneembaar' werd geacht.
De stad ligt aan vier rivieren, de Maas, de Aa, de Dommel en de Dieze.
In 2019 telde de gemeente 154.220 inwoners en is daarmee de 4e stad van Noord-Brabant. 's-Hertogenbosch vormt met de andere vier grote Brabantse steden en omliggende gebieden metropoolregio BrabantStad, een gebied met ongeveer 1,8 miljoen inwoners dat sterk georiënteerd is op de voorzieningen en werkgelegenheid in de vijf steden.
In het noordelijke deel van het Hertogdom Brabant lagen in de twaalfde eeuw nog geen grote steden. Om het groeiende hertogdom goed te kunnen besturen was ook een hoofdstad in het noordelijke deel nodig. Rond 1160 werd Den Bosch het bestuurlijk centrum in het noorden van het Hertogdom. In 1184 ontving het stadsrechten van Godfried III.
In de Sint-Janskathedraal zetelt bisdom 's-Hertogenbosch. De stad is (minstens) vanaf 1380 een populair pelgrimsoord door de Zoete Lieve Vrouw van Den Bosch. Als bestuurder van de Meierij, werd ’s-Hertogenbosch een van de vier hoofdsteden van het Hertogdom Brabant.
De stad was na het voltooien van de tweede omwalling, eind 14e eeuw, de grootste stad in inwoneraantal op het grondgebied van het huidige Nederland. Lange tijd heeft de stad gefunctioneerd als garnizoensstad. De bastions, vestingwerken en het historisch centrum zijn beschermd erfgoed.
Bezienswaardigheden en attracties in ’s-Hertogenbosch zijn het Museumkwartier, de Sint-Janskathedraal, het Zwanenbroedershuis, het Jheronimus Bosch Art Center, Museum Slager, de Moriaan, de Binnendieze, de Parade, het Sportiom, de Brabanthallen, de Drakenfontein, de bolwoningen, het Bossche Stadhuis en de Vestingwerken van 's-Hertogenbosch.

## Naam
De naam Den Bosch is ouder dan de officiële naam 's-Hertogenbosch. Die hertog was de Hertog van Brabant.
De kortere naam Den Bosch wordt veel gebruikt, maar is niet officieel. Dit in tegenstelling tot Den Haag, dat wel officieel wordt gebruikt.
In veel andere talen wordt 's-Hertogenbosch aangeduid met de vertaling daarvan: Bois-le-Duc in het Frans, Boscoducale in het Italiaans, Bolduque in het Spaans en Herzogenbusch in het Duits. De (Neo-)Latijnse naam is Silva Ducis of Buscum Ducis. In carnavalstijd heet de stad Oeteldonk.
Het Genootschap ter bevordering van het gebruik van de naam 's-Hertogenbosch probeert het gebruik van de officiële naam – die op 1 januari 1996 bij wet is vastgelegd – te bevorderen.

## Geschiedenis

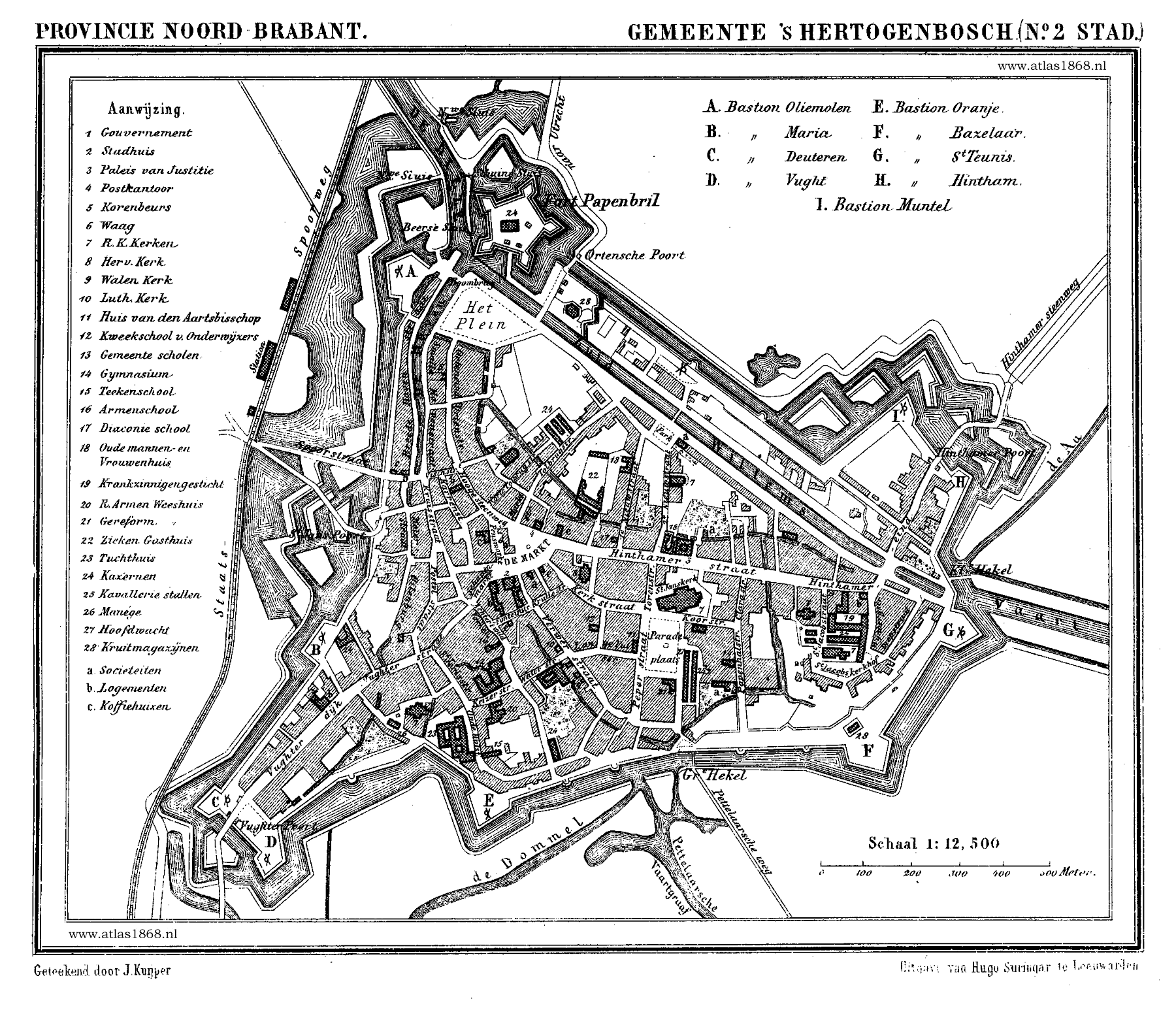
Kaart van 's-Hertogenbosch in 1866

Stadsgezicht van 's-Hertogenbosch in 1727

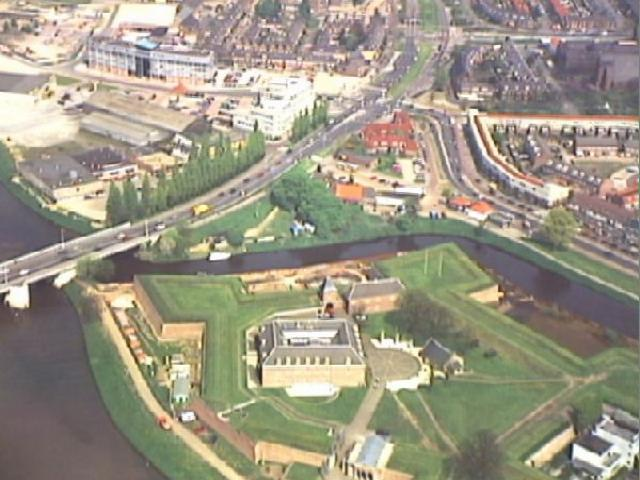
Samenloop van de Dommel en de Aa

's-Hertogenbosch kreeg in 1184 stadsrechten van graaf Godfried III van Leuven, die ook hertog van Neder-Lotharingen was als Godfried VII. Enige tijd daarvoor was het op grondgebied van Orthen ontstaan als een nederzetting van handelaren aan de samenloop van de Aa en de Dommel, die samenkomen bij de Citadel. Het was de vierde stad van Hertogdom Brabant. De vroegste vermelding van 's-Hertogenbosch is in een document uit 1196. Het is een van de oudste steden van Nederland. In die tijd was het niet gebruikelijk dergelijke rechten expliciet vast te leggen en veel andere (nieuwe) steden in de Nederlanden namen het Bossche geschreven stadsrecht als voorbeeld.
In 1629 werd 's-Hertogenbosch na een beleg van zes maanden veroverd door Frederik Hendrik.
Van 13 april tot en met 17 mei 1809 maakte Lodewijk Napoleon een inspectiereis door het departement Noord-Brabant. Tijdens deze reis bezocht de Hollandse koning 's-Hertogenbosch. Tijdens zijn bezoek toonde hij belangstelling voor de infrastructuur, armenzorg, de kerken, cultuur en de nijverheid.
Tijdens de Tweede Wereldoorlog werd de stad in oktober 1944 door geallieerde troepen bevrijd. Nadat de stad bij de opmars van de grondtroepen vanuit het zuiden bij Operatie Market Garden in september 1944 was genegeerd, toen daarbij wel Eindhoven en Nijmegen en daartussen gelegen gebieden op de route naar Arnhem werden bevrijd.
In november 2013 werd bij de bouw van een parkeergarage vlak bij de Sint-Janskathedraal een Neanderthalernederzetting ontdekt die gedateerd wordt tussen 40.000 en 70.000 jaar voor Christus. Wat nu Noord-Brabant is, was toen een kale zandige vlakte, een toendra. Er heerste toen de Würm-ijstijd.

## Geografie
's-Hertogenbosch ligt op het punt waar de Aa, de Dommel en de Zuid-Willemsvaart samenkomen en de Dieze vormen. Samen met de stadsdelen, wijken en gehuchten Bokhoven, Deuteren, Dieskant, Empel, Engelen, Gewande, Heeseind, Hintham, Kruisstraat, Maliskamp, Meerwijk, Nuland, Orthen, Oud-Empel, Rosmalen en Vinkel vormt het de gemeente 's-Hertogenbosch.
's-Hertogenbosch heeft via de A59 verbindingen met Oss, Nijmegen en Arnhem in het oosten en Waalwijk, Tilburg en Breda in het westen. De A2 verbindt de stad met Utrecht en Amsterdam in het noorden en Eindhoven en Maastricht in het zuiden. Via de N279 zijn onder meer Veghel en Helmond in het zuidoosten te bereiken. Ook de Randstad, het Duitse Ruhrgebied, Antwerpen en Maastricht zijn goed bereikbaar geworden. Deze laatste twee verbindingen stammen al uit de tijd van het Hertogdom Brabant.

## Bezienswaardigheden

### Rooms-katholiek bolwerk
In figuurlijke zin is de stad een rooms-katholiek bolwerk, waarvan ook nog alle kenmerken in de kunst en de kerken terug te vinden zijn. 
De Sint-Janskathedraal, het hoogtepunt van de late Brabantse gotiek is een van de meest karakteristieke gebouwen van de stad. Het is een kerkgebouw met de titel van kathedraal omdat het de zetel is van de bisschop van 's-Hertogenbosch. Het is de grootste kathedraal van Nederland. In de Sint-Jan staat het genadebeeld van Onze Lieve Vrouwe van 's-Hertogenbosch (de Zoete Moeder). Aan het genadebeeld werden diverse 'wonderen' toegeschreven. Hierdoor trokken vele pelgrims al in de middeleeuwen naar 's-Hertogenbosch. Uit opgravingen in 1994-1996 werden veel pelgrimsinsignes gevonden, zowel uit andere pelgrimsoorden, als 's-Hertogenbosch zelf. Diverse barokschilderijen in de kathedraal beelden katholieke verhalen uit, met name door Bossche schilders, zoals Thomas Willeboirts Bosschaert, Abraham Bloemaert en Theodoor van Thulden. Aan de noordzijde van de Sint-Janskathedraal is 'Museum De Bouwloods' gelegen, gericht op de restauratiewerkzaamheden aan de Sint Jan. Aan de zuidzijde van de Kathedraal ligt het plein 'De Parade'. Op De Parade is het beeld van St. Jan de Evangelist te vinden. Johannes de Evangelist, de Maagd Maria en Johannes de Doper zijn de patroonheiligen van de stad.

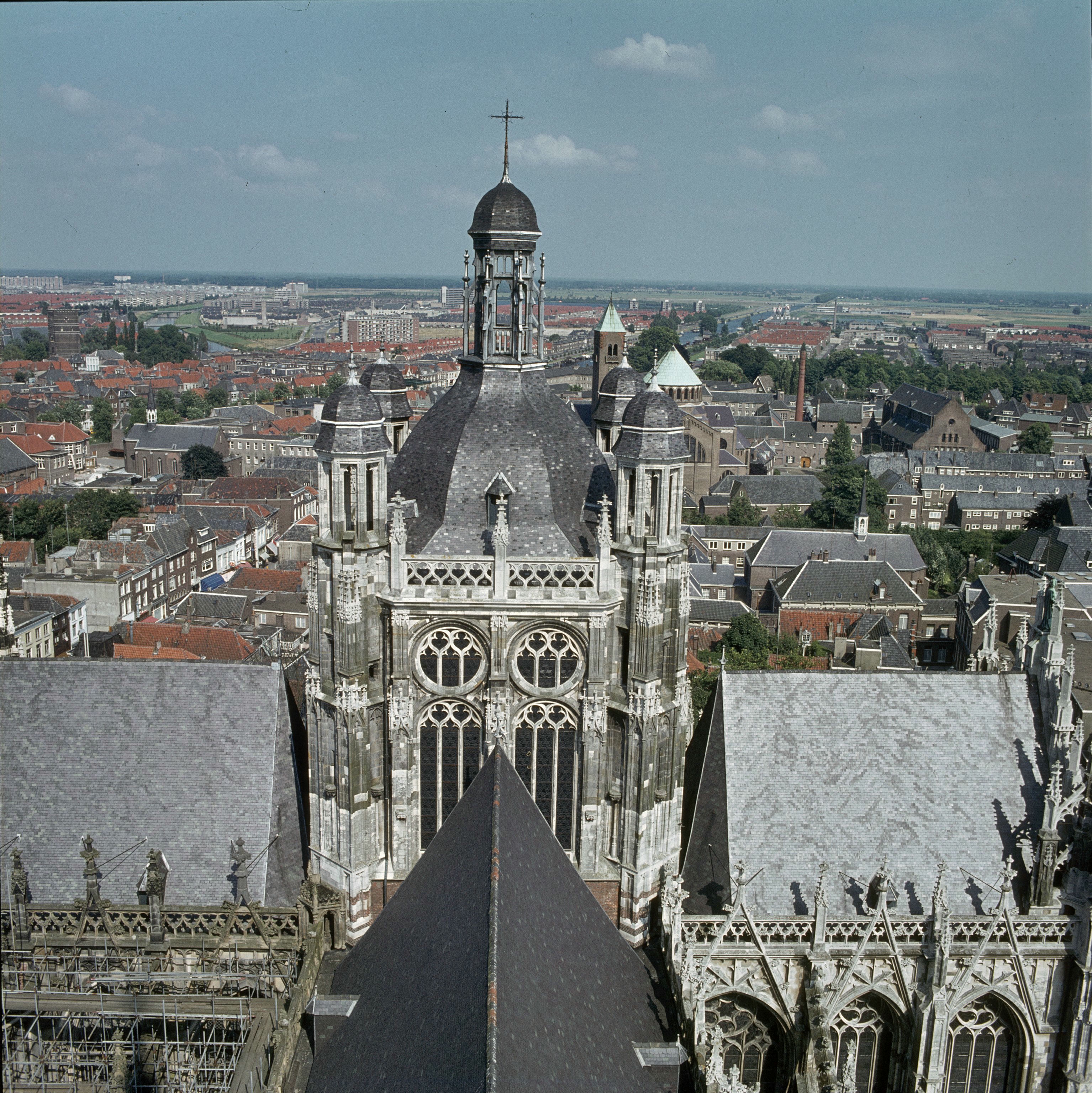
's-Hertogenbosch gezien vanaf de westtoren van de Sint-Janskathedraal
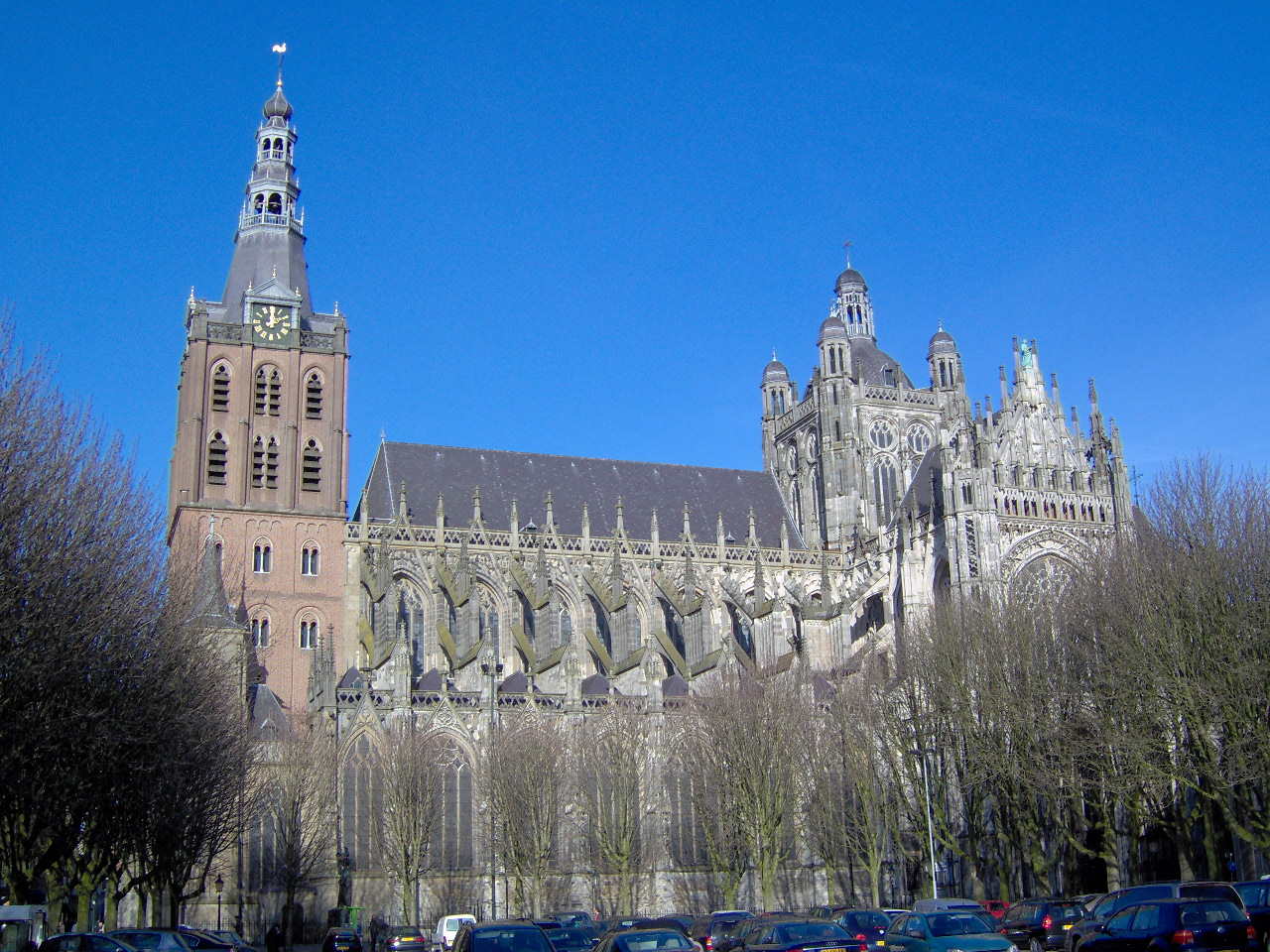
Sint-Janskathedraal
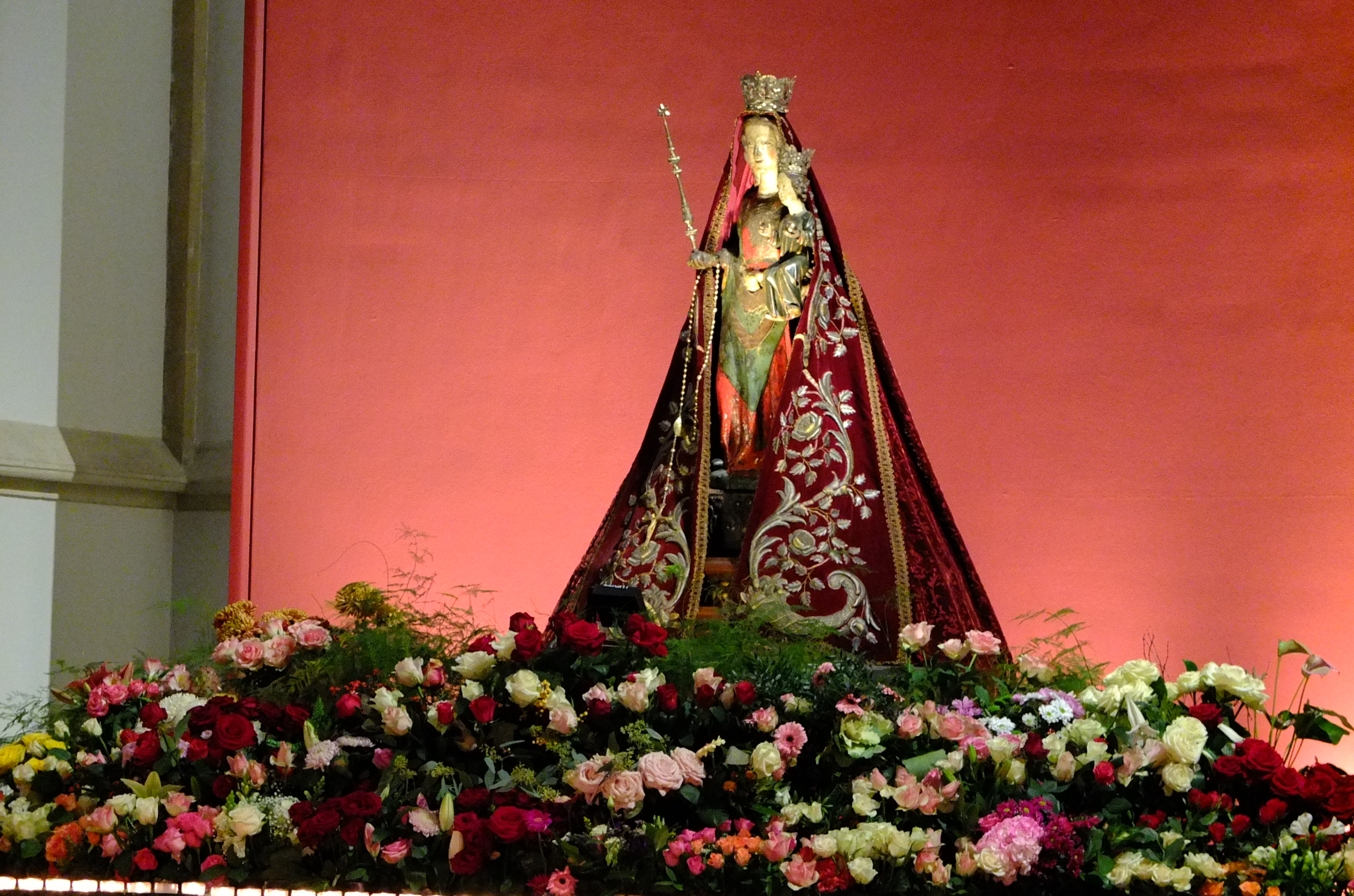
Zoete Lieve Vrouw van Den Bosch
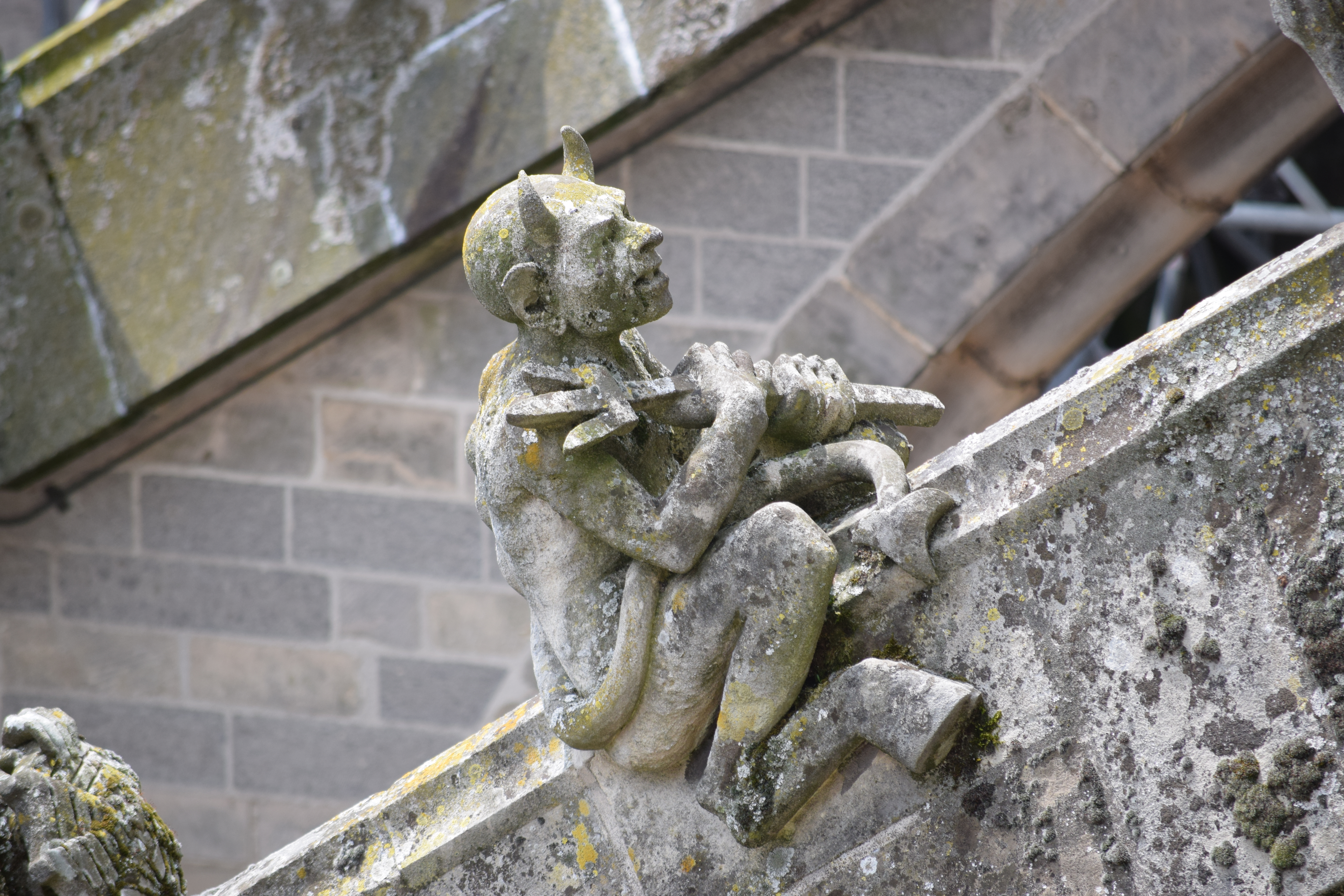
1 van de 96 Luchtboogbeelden Sint-Jan
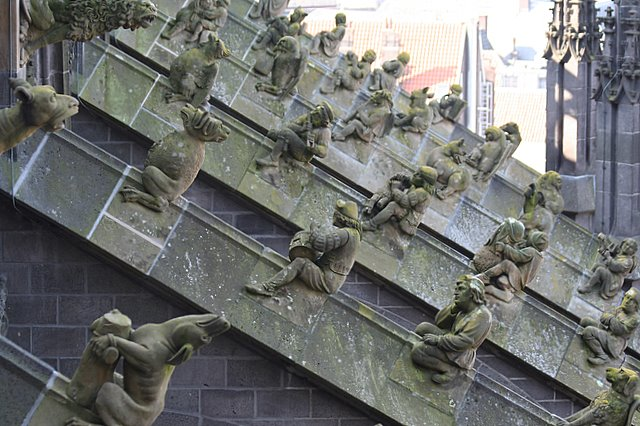
Beelden op de Sint Jan
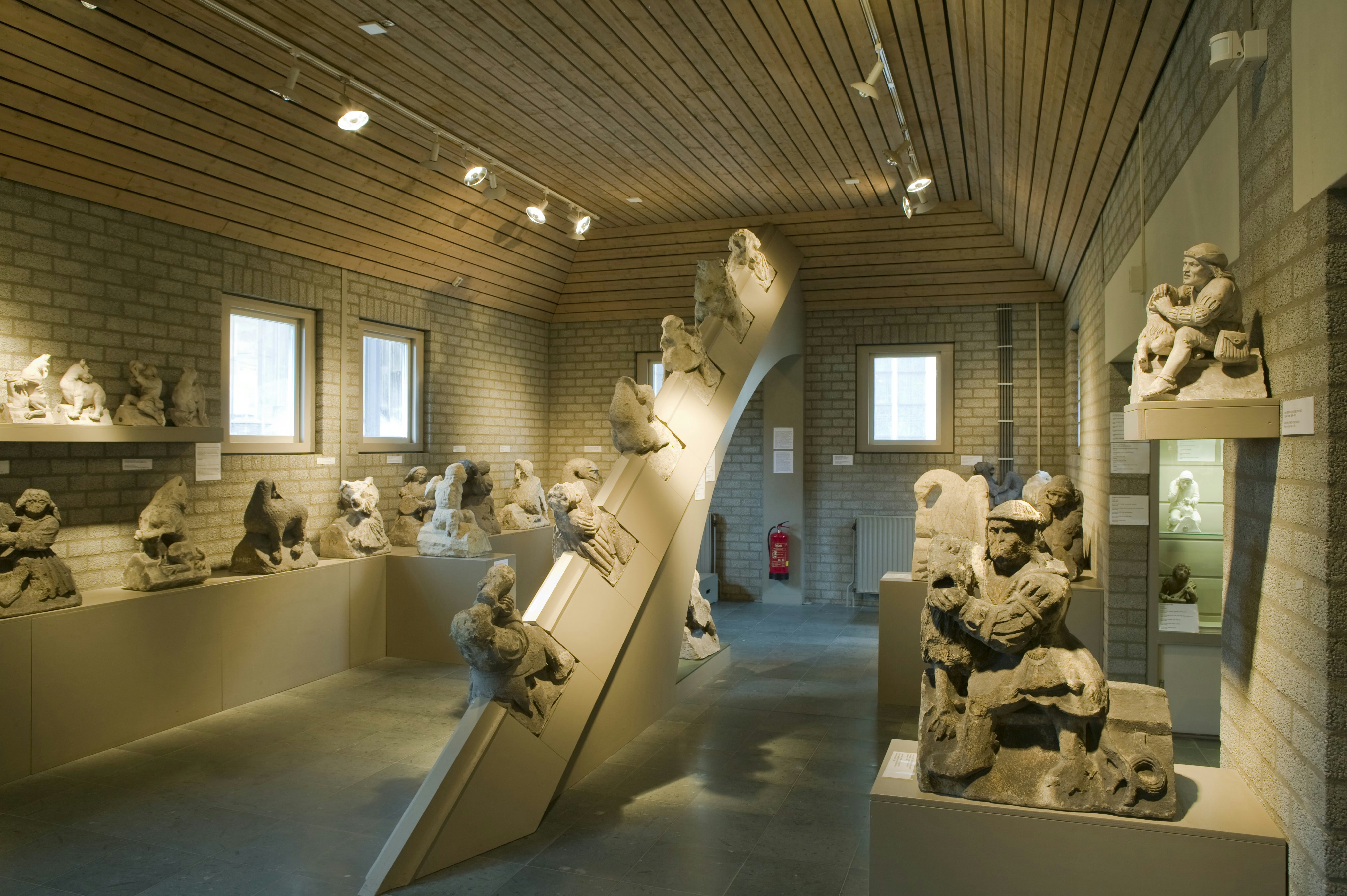
Museum De Bouwloods

In de binnenstad zijn meerdere kerken te vinden. 
- De oude Sint-Jacobskerk in de Bethaniëstraat is ingericht als een kennis- en adviescentrum voor cultuurhistorie in gemeente 's-Hertogenbosch.
- De nieuwe Sint-Jacobskerk aan het Jeroen Boschplein, heeft een nieuwe bestemming gevonden als Jheronimus Bosch Art Center.
- De Sint-Catharinakerk aan het Kruisbroedershof, actief als katholieke kerk.
- De Kapucijnenkerk aan de Van der Does de Willeboissingel, is actief als Kloosterkerk.
- De schuilkerk 'Onder de Roos', is een historisch gebouw aan de Uilenburg. Na 1629 werd de openbare uitoefening van de katholieke godsdienst verboden door de Staat. Daarom werden er schuilkerken zoals deze opgericht. Ze is nu onderdeel van een woonhuis.
- De St.-Josephkerk dateert uit 1859. De kerk heeft een nieuwe bestemming gekregen als de evenementenlocatie 'Orangerie'.
- De San Salvatorkerk dateert uit 1955. Ze dient nu als opslagruimte.

Andere bezienswaardige gebouwen verbonden aan het geloof:
- De Grote Kerk (in de volksmond ook wel Napoleonskerk) in de Kerkstraat, is actief als Hervormde kerk. De kerk werd gebouwd nadat Lodewijk Napoleon de Sint Jan had teruggegeven aan de Katholieken.
- Waalse kerk (Neogotische gevel)
- Bisschoppelijk Paleis in 's-Hertogenbosch
- Klooster Mariënburg
- Sint Jacobs Hofje

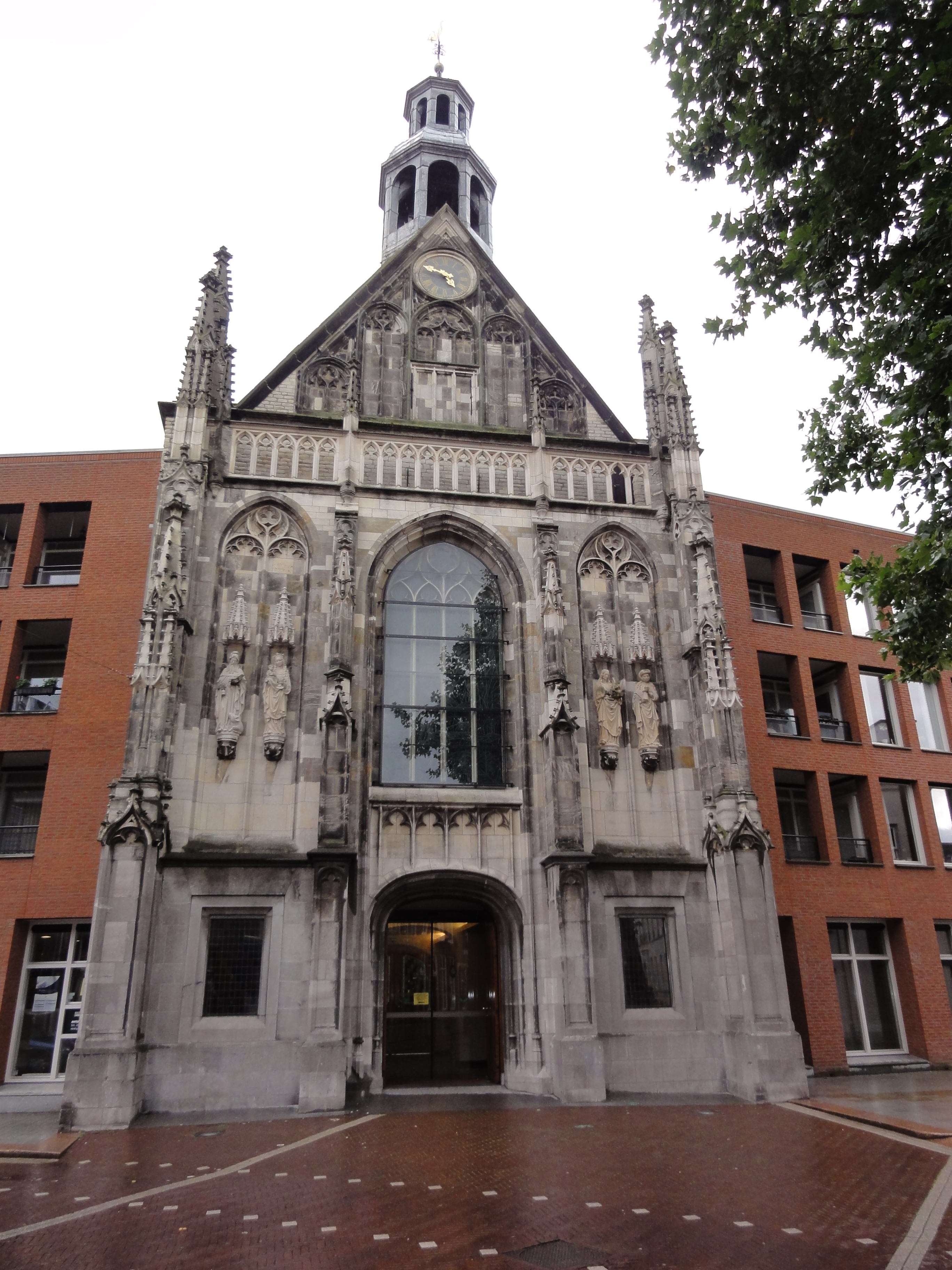
Sint-Antoniuskapel, omgebouwd tot Huisartsenpraktijk
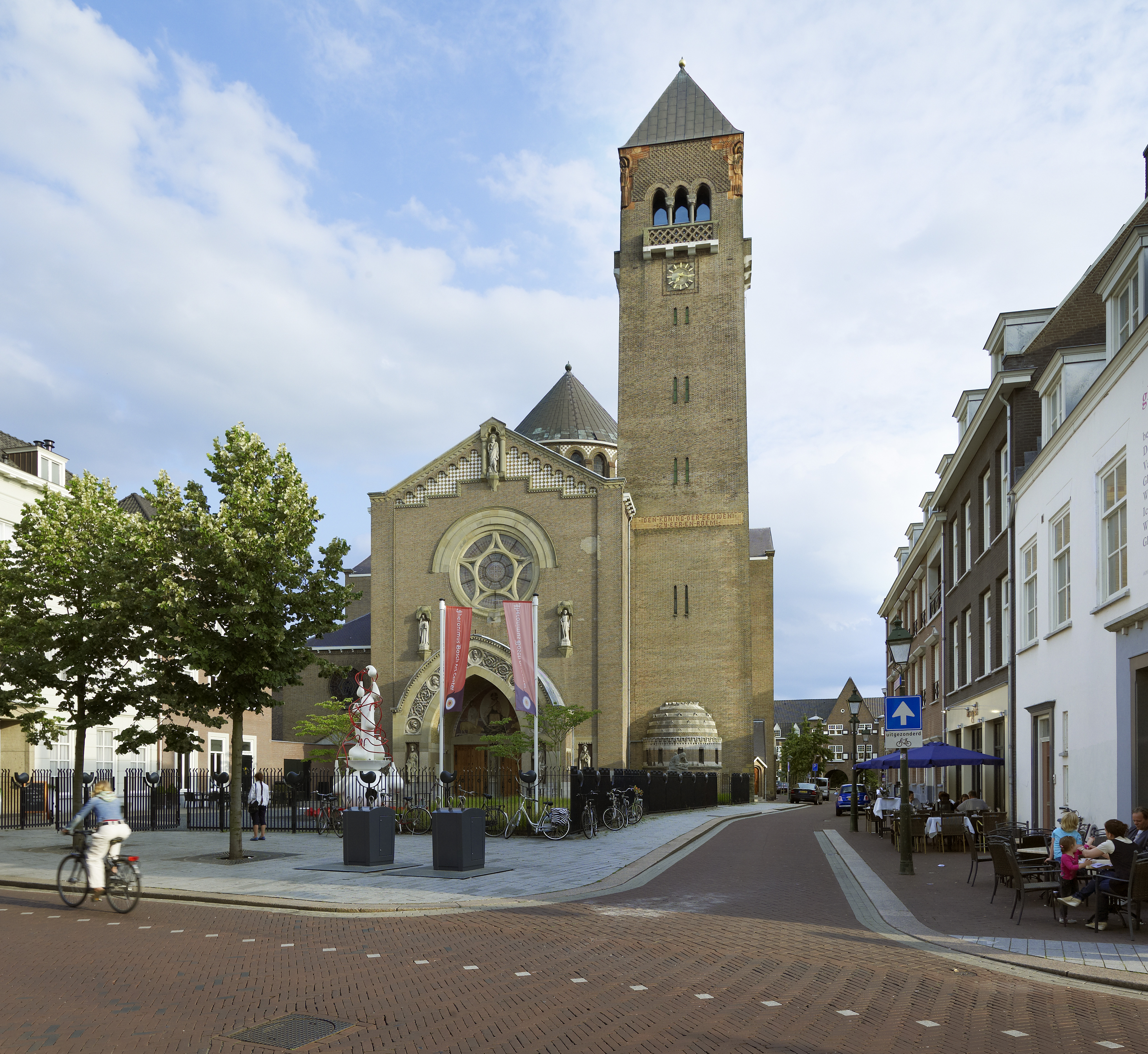
Jheronimus Bosch Art Center gevestigd in de Nieuwe Sint-Jacobskerk
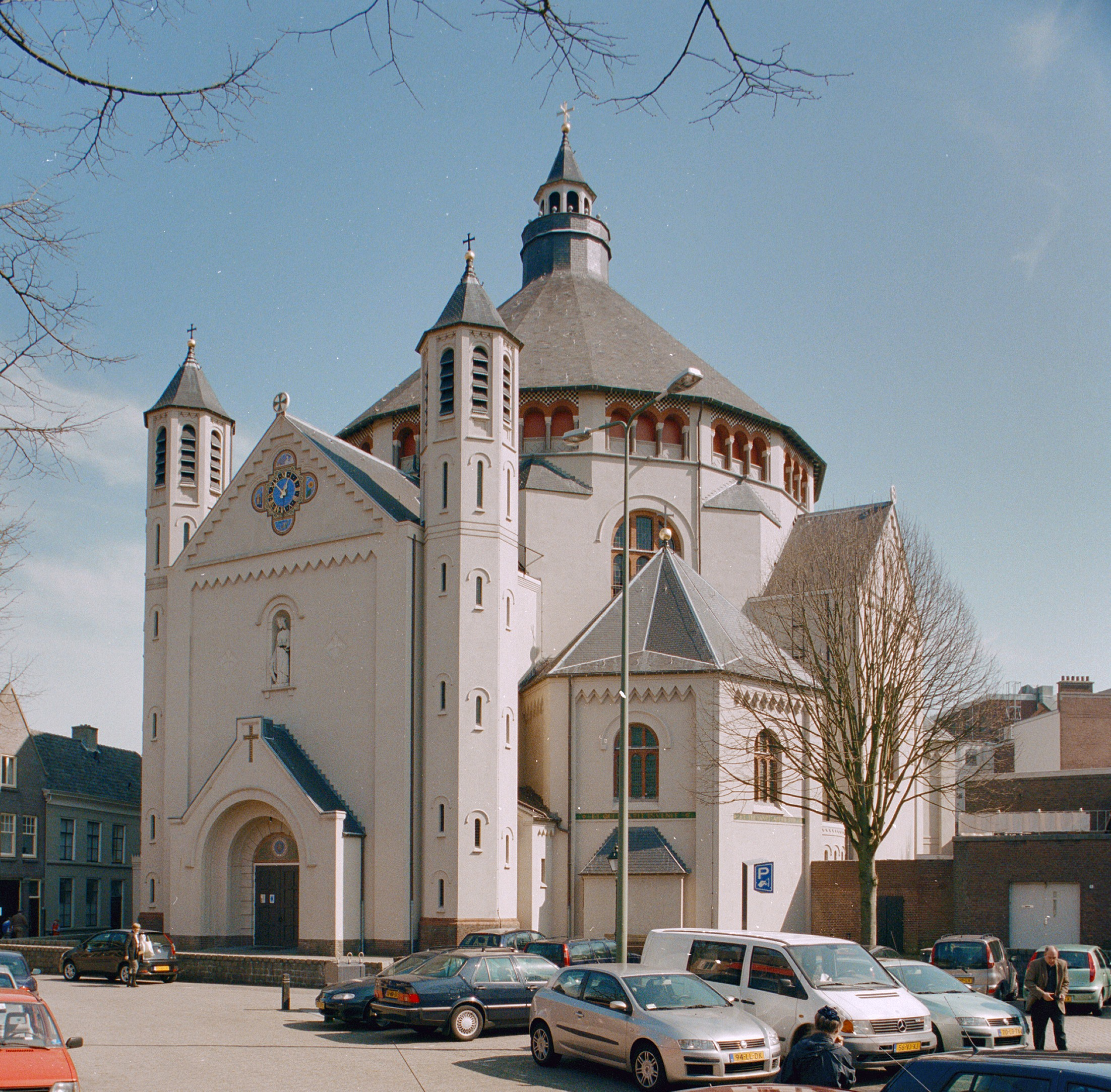
St. Catarinakerk
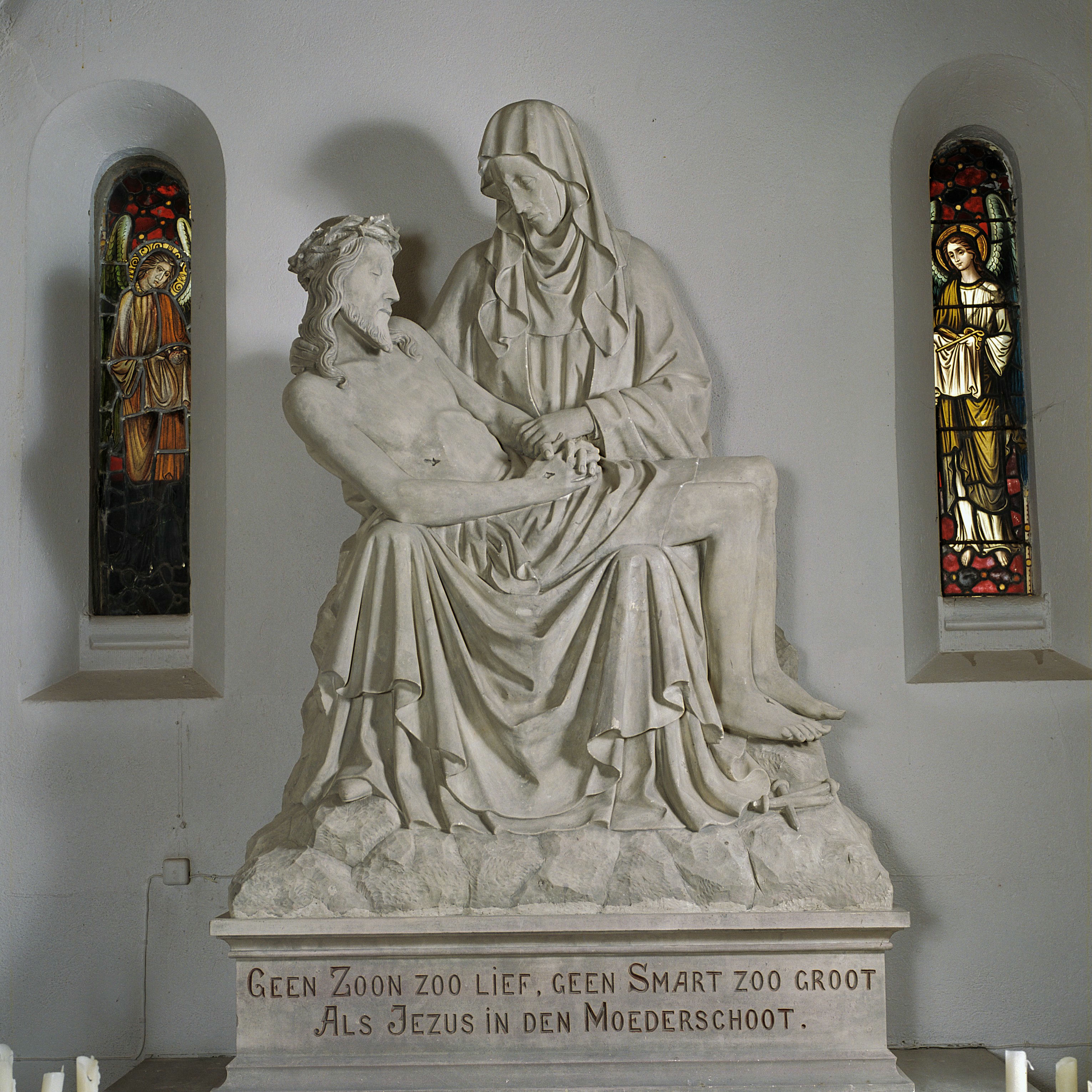
Piëta in de Sint Jacobskerk
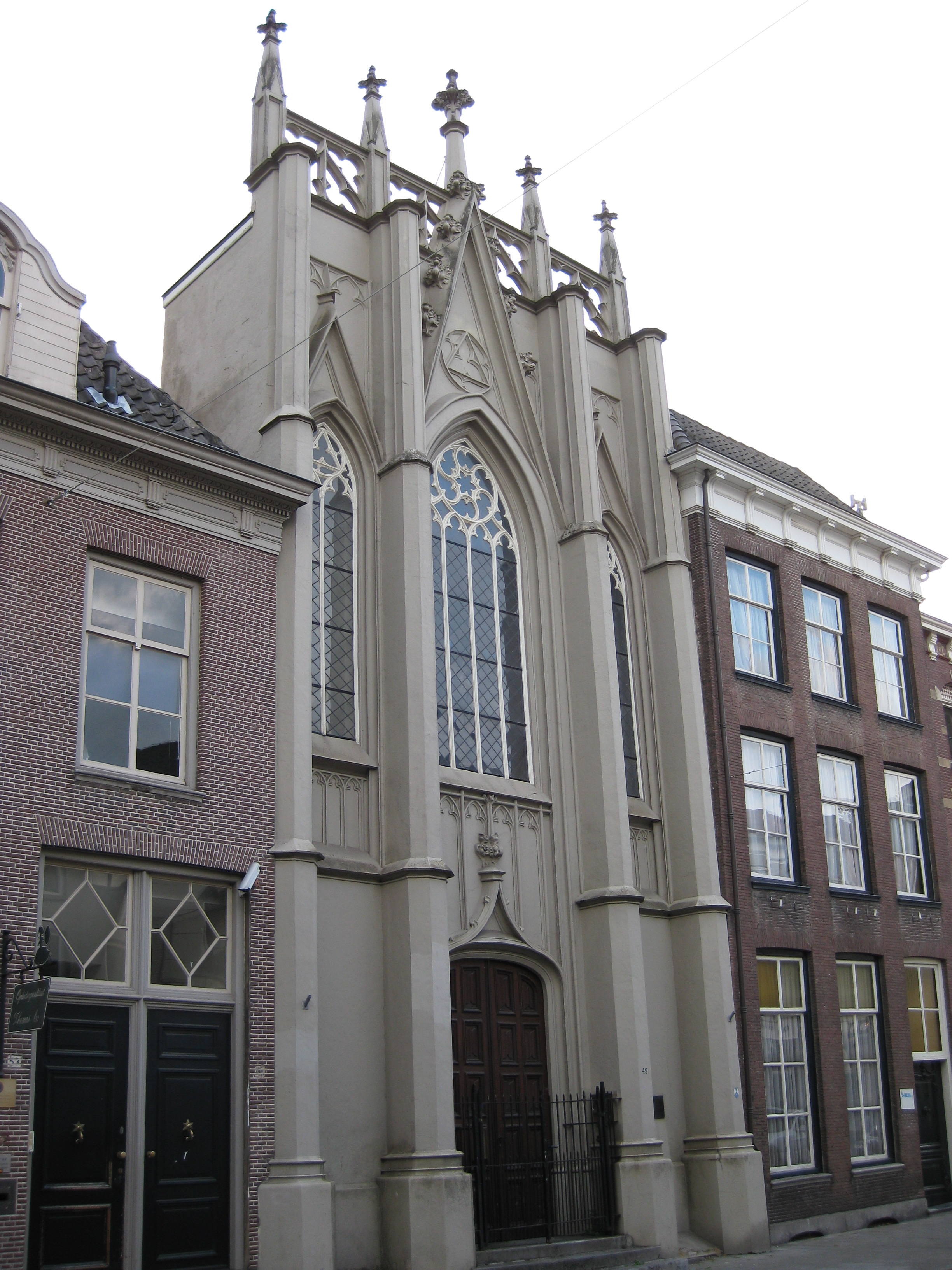
De Lutherse kerk
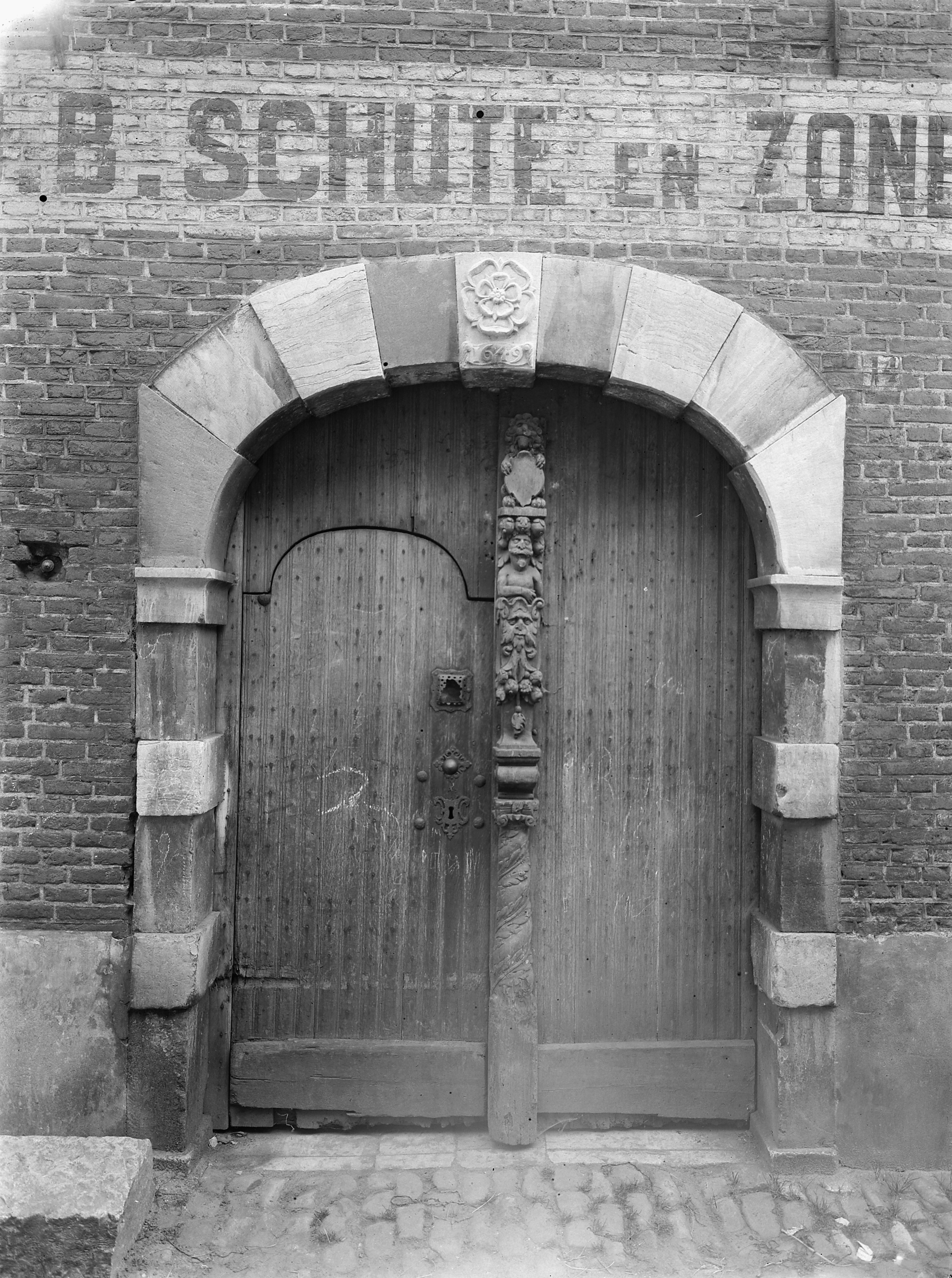
Schuilkerk 'Onder de Roos'
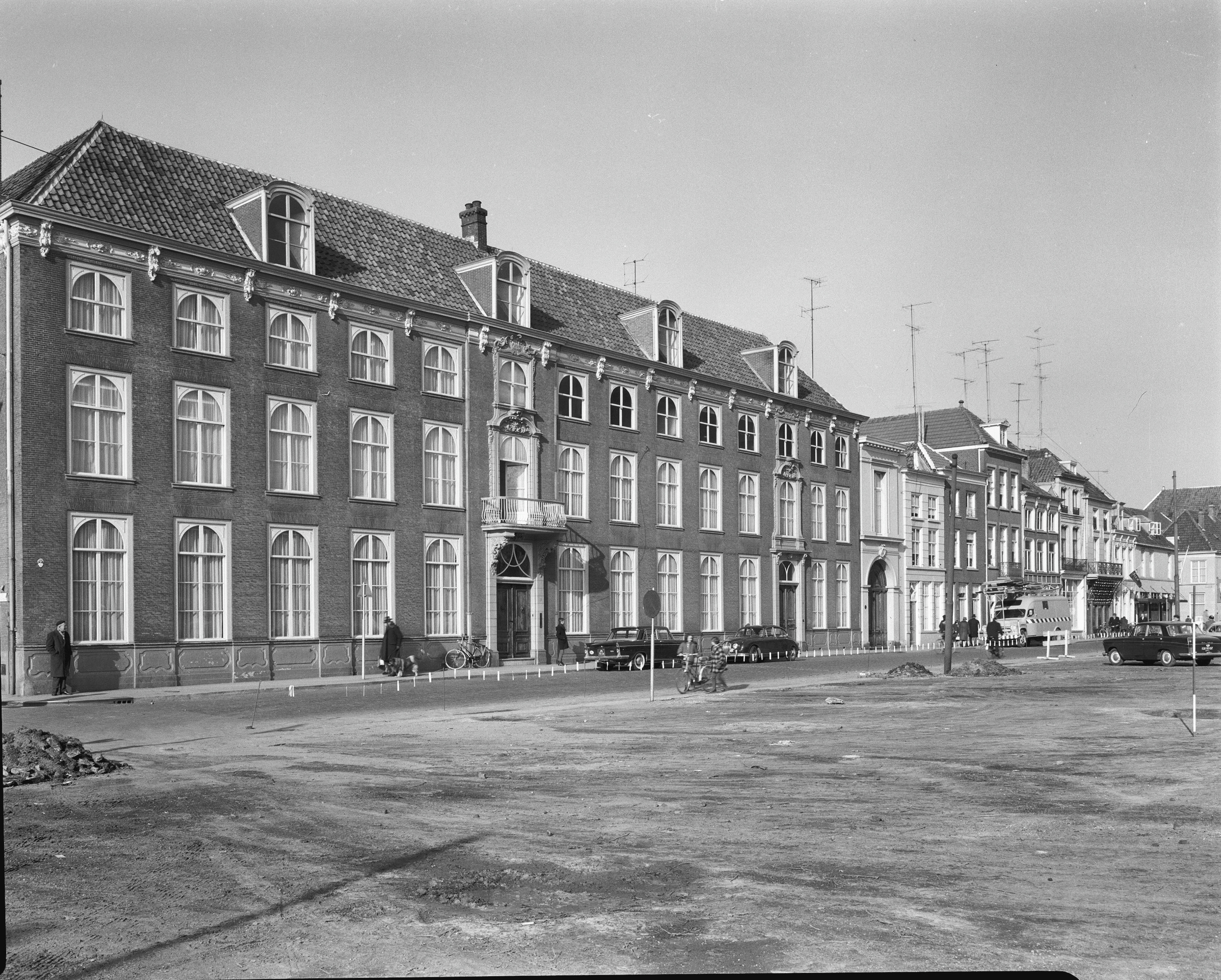
Voorgevel van het Bisschoppelijk Paleis in 's-Hertogenbosch

### Historische binnenstad
Het historisch stadscentrum van 's-Hertogenbosch is een van de oudste en meest complete van Nederland. Enkele hoogtepunten in de stad zijn:
- De Moriaan is het oudste bestaande bakstenen huis van Nederland, waar het VVV-kantoor is gevestigd;
- De Drakenfontein;
- Het Zwanenbroedershuis huisvest het museum over het middeleeuwse Illustre Lieve Vrouwe Broederschap. Het Zwanenbroederhuis stamt uit 1538.
- De voormalige Koning Willem I Kazerne is  grotendeels intact gebleven en toont het verleden van 's-Hertogenbosch als garnizoensstad. In de kazerne is een school gevestigd.
- Het Stadhuis van 's-Hertogenbosch met o.a. diverse schilderijen van Theodoor van Thulden;
- De Binnendieze werd in de middeleeuwen gebruikt als watervoorziening, wasplaats en visplaats, maar ook als afvalstort. Tot ongeveer 1969 was het water een open riool. Door aanleg van een rioolstelsel in de stad verdween de Binnendieze langzaam. Daar werd in 1972 een stokje voor gestoken. Het vaarwater werd beschermd stadsgebied. Het water onder de stad is een van de historische trekpleisters van 's-Hertogenbosch.[9]
- De Kleine Winst, het ouderlijk huis van 'Jeroen Bosch'. Met de restauratie en herbestemming van het Huis van Bosch wordt een fysieke herinneringsplek gecreëerd voor Jheronimus Bosch;[10]
- Het Gouvernementspaleis is onderdeel van Het Noordbrabants Museum;
- De Markt, is het centrale punt van de stad. Het Puthuis en het Standbeeld Jeroen Bosch zijn daar de blikvangers;
- De vele bochtige verspringende straatjes met pakhuizen en koopmanswoningen;
- De diverse hofjes

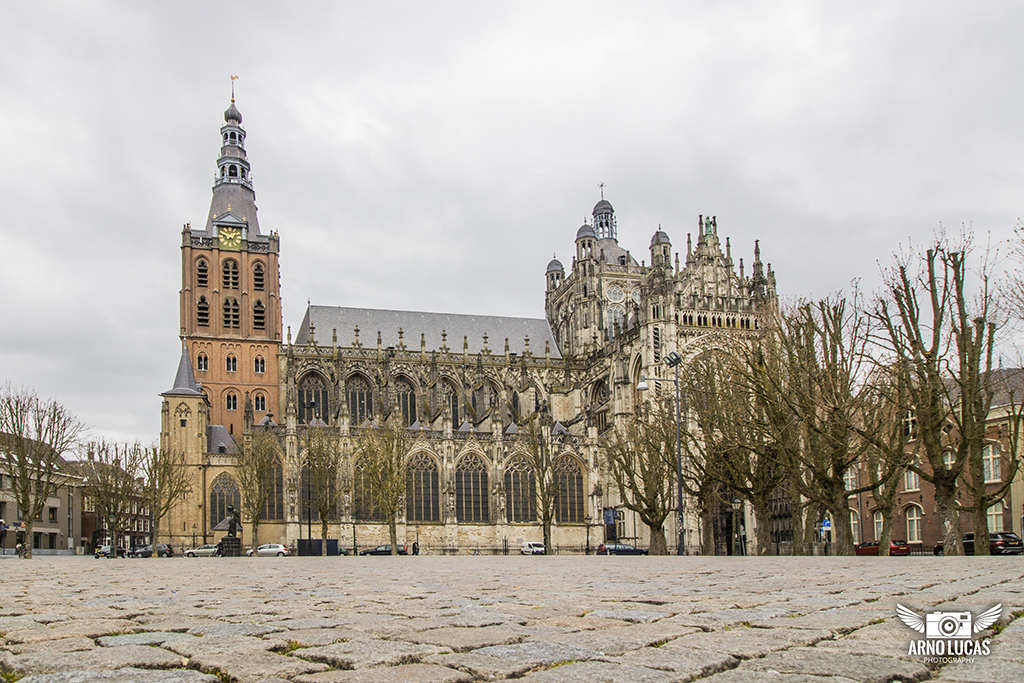
Parade en de Sint-Jan
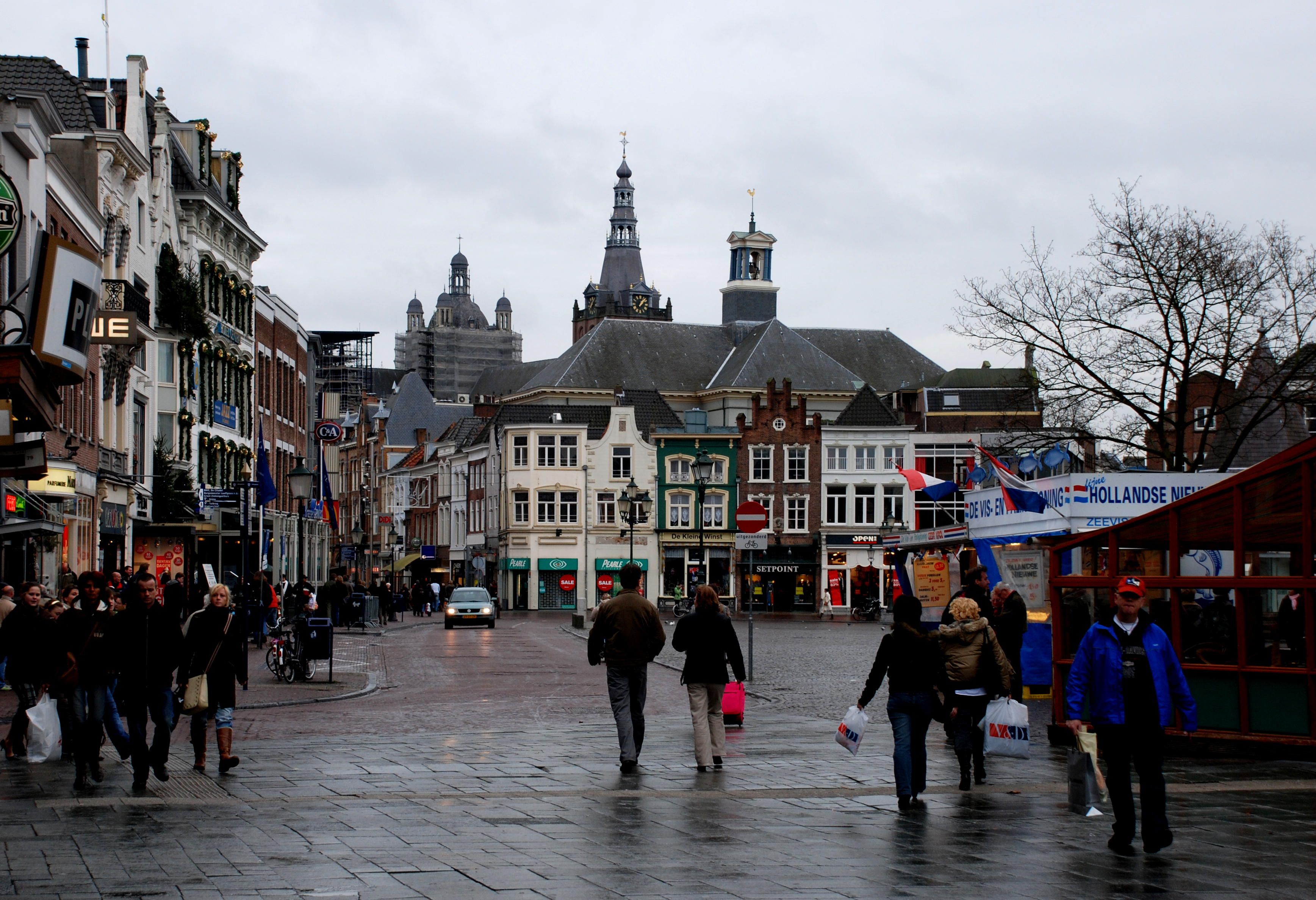
De Markt van 's-Hertogenbosch met weekmarkt
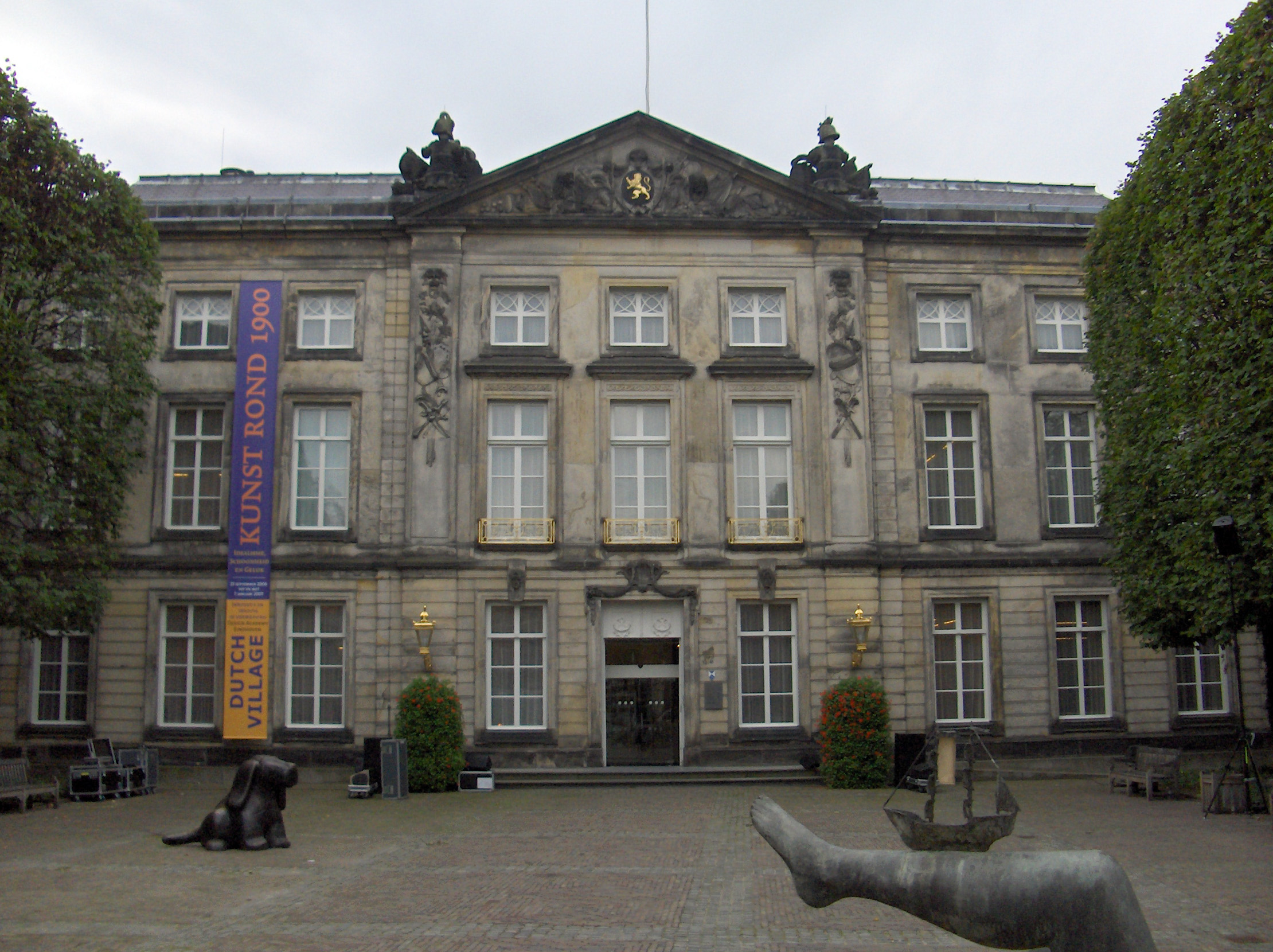
Het Noordbrabants Museum
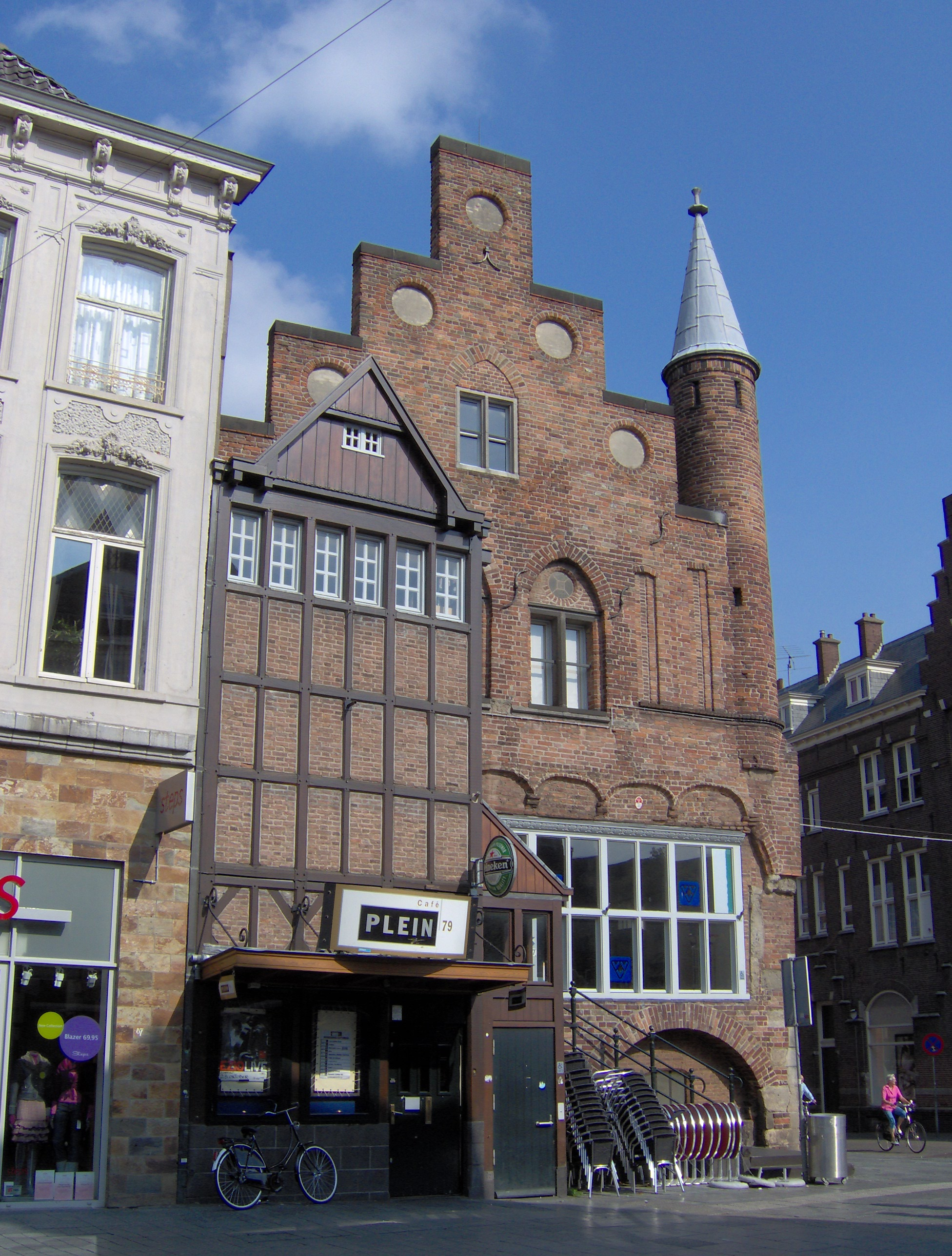
De Moriaan, het oudste bakstenen gebouw van Nederland, op de Markt
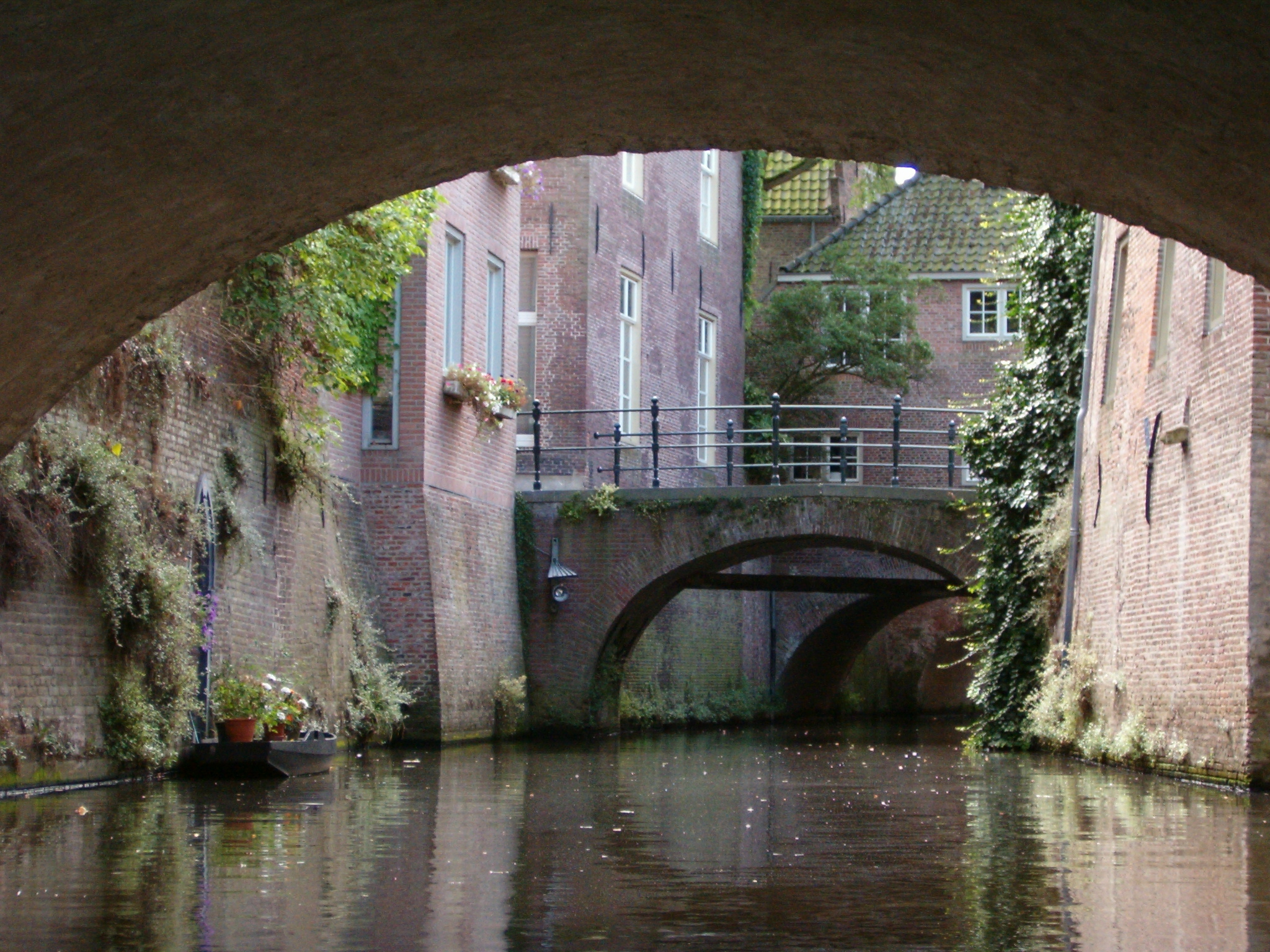
Binnendieze
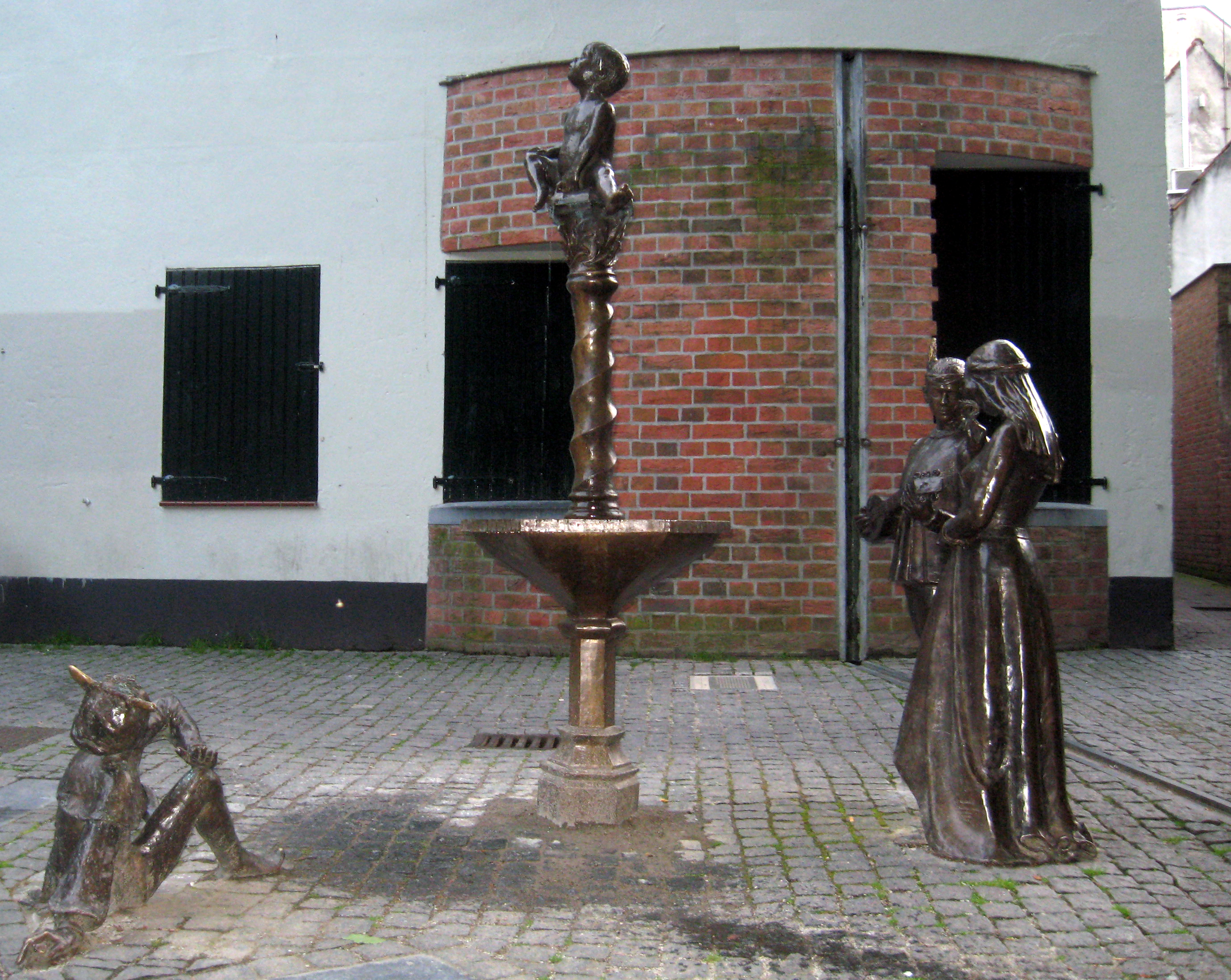
Dieske is een beeldengroep en fontein vlak bij de Waterpoort
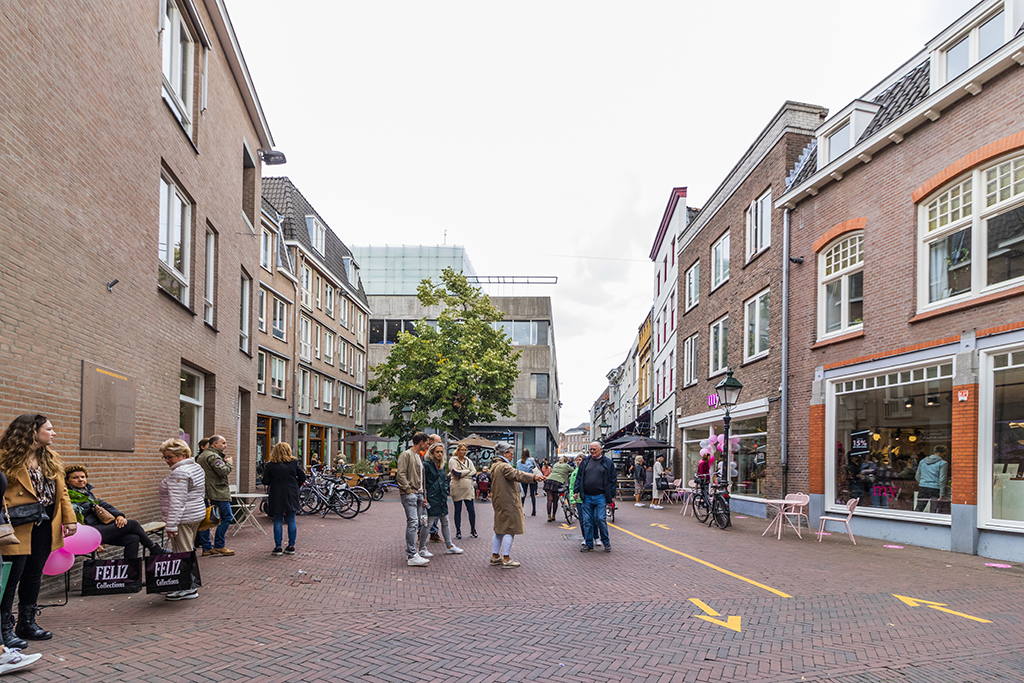
Minderbroedersplein
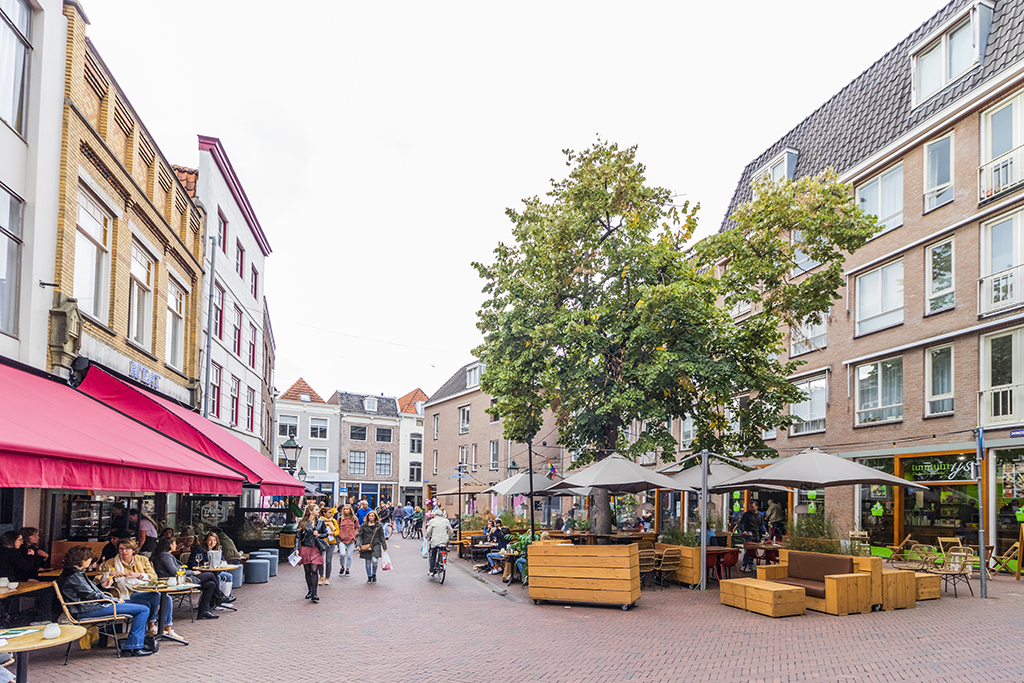
Minderbroedersplein
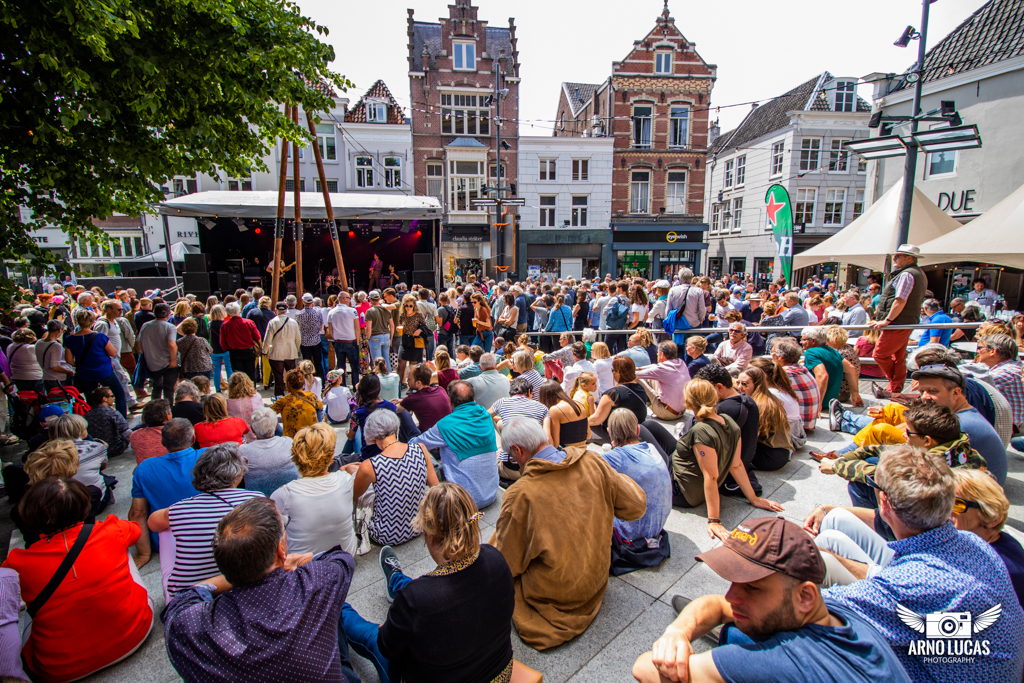
Vol Kerkplein tijdens Jazz in Duketown

Er zijn nog honderden rijksmonumenten in de stad, die de moeite waard zijn. 's-Hertogenbosch telt honderden rijksmonumenten, gemeentelijke monumenten en drie beschermde stadsgezichten:
- Rijksbeschermd gezicht 's-Hertogenbosch
- Rijksbeschermd gezicht 's-Hertogenbosch - De Muntel
- Rijksbeschermd gezicht 's-Hertogenbosch Uitbreiding

Kaart van het oude centrum van 's-Hertogenbosch met bezienswaardigheden.

### Vestingwerken
De binnenstad van 's-Hertogenbosch is het grootste omwalde gebied van het land. Uniek voor een grote stad is de situatie tussen 's-Hertogenbosch en Vught: daar grenst het buitengebied, natuurgebied "Het Bossche Broek", pal aan de oorspronkelijke middeleeuwse stadswal. Aan de stadswallen wordt gewerkt om die volledig in de oorspronkelijke zichtbare staat terug te krijgen. De stad werd hiervoor verkozen tot Europese vestingstad van het jaar 2005.
De stadswallen zijn verbonden met de historische bastions (ook wel bolwerken). Diverse bastions zijn hersteld of op een innovatieve wijze geïntegreerd in de stad. 
- Het Bolwerk Sint Jan bestaat uit een gebouw dat in de stadswal verdwijnt met daarbovenop een park. Het gebouw is ontwikkeld als bezoekerscentrum, maar is al een attractie op zich, het staat vol van cultuur en historie.
- Bastionder laat de ondergrondse restanten van Bastion Oranje zien. Hier is tevens een informatiecentrum gevestigd.
- Bastion Maria is naar aanleiding van het ontwikkelingsplan 'Versterkt Den Bosch' in 2008 gereconstrueerd.
- Bastion Vught is geroemd doordat het leger van Frederik Hendrik hier de stad binnendrong. Er is een informatiebord op Bastion Vught geplaatst.
- Bastion Baselaar is bekend door het Frans massagraf. De Fransen belegerden 's-Hertogenbosch in 1794 en 1795.
- Bastion Sint-Anthonie raakte gedurende de belegering van de stad door prins Maurits in 1601 ernstig beschadigd. Het is gerestaureerd in 2007. Op het Bastion zijn enkele kanonnen te bezichtigen.[11]

In de 17e eeuw zijn er ook vestingwerken en verwante gebouwen bijgebouwd. De Citadel, Fort Orthen en het Bossche Kruithuis zijn hier voorbeelden van. Het Kruithuis werd in 2020 omgebouwd tot Museum Kruithuis.
Een andere attractie die verbonden is aan de vestingwerken is de in 1996 volledig gerestaureerde Binnendieze, waar verschillende rondvaarten de gelegenheid bieden de stad ondergronds te bewonderen. Er bestaan drie rondvaarttrajecten in het systeem van de Vughterstroom. Hunne Majesteiten Beatrix, Koningin der Nederlanden, en Albert, Koning der Belgen gingen in 1999 gezamenlijk hierin voor.

### Moderne architectuur
Moderne architectuur is zoveel mogelijk gescheiden van de historische binnenstad.  Het Paleiskwartier is in 's-Hertogenbosch een voorbeeld van een moderne wijk. Aan het eind van de 20e eeuw en het begin van de 21e eeuw is deze wijk ontwikkeld en gebouwd. Herkenningspunten zijn o.a. de Paleisbrug, De Hofvijver, de Jeronimus Bosch toren en de Armada-gebouwen. De Armada-gebouwen bestaan uit een reeks gebouwen in de vorm van de Spaanse oorlogsvloot 'Armada'.
De bolwoningen van Dries Kreijkamp worden ook als moderne architectuur beschouwd. Deze bolwoningen zijn echter al eind jaren 70 ontworpen als onderdeel van het project 'experimenteel bouwen', vergelijkbaar met de kubuswoningen van Helmond en Rotterdam.

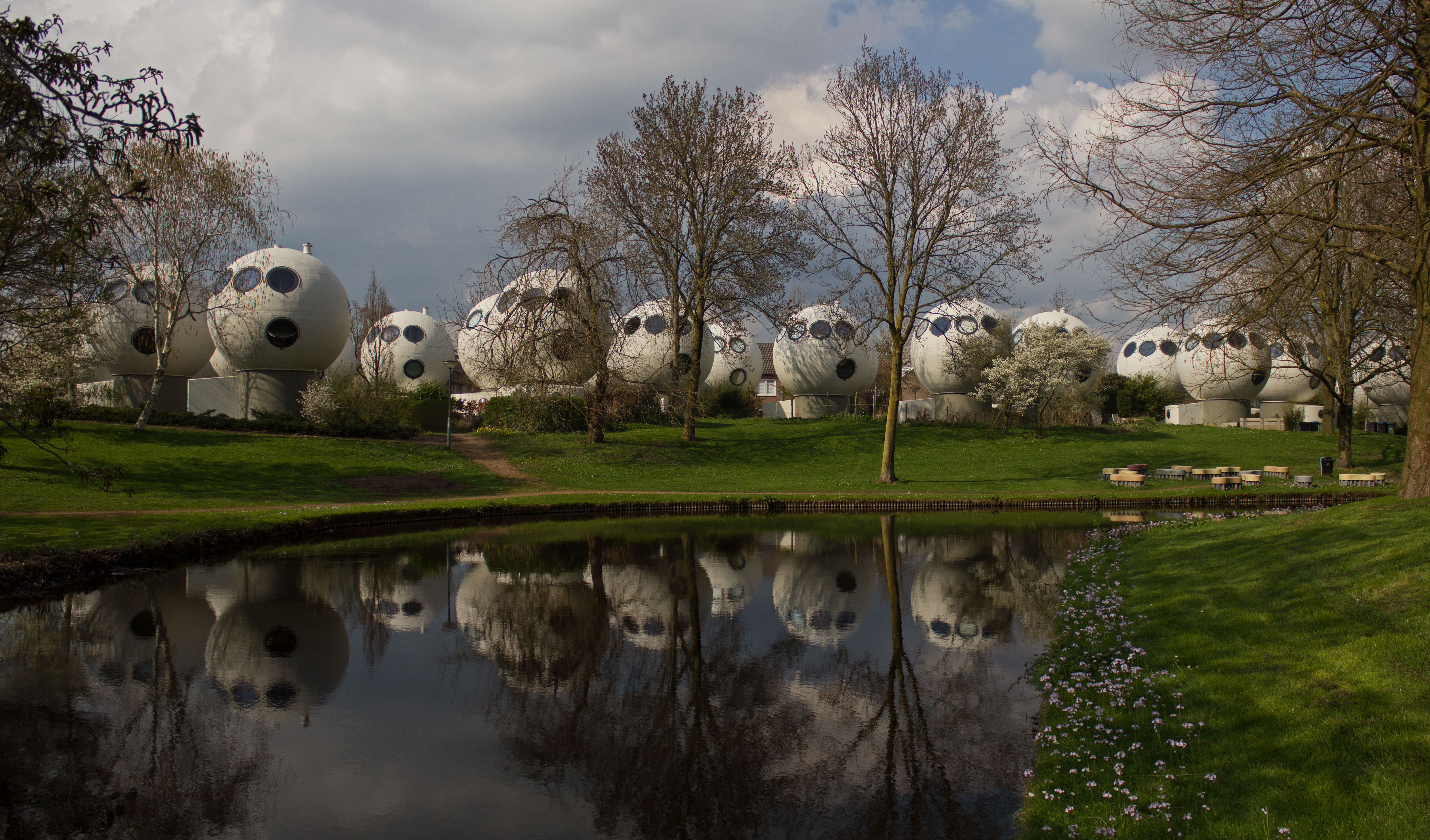
De Bolwoningen in Maaspoort.
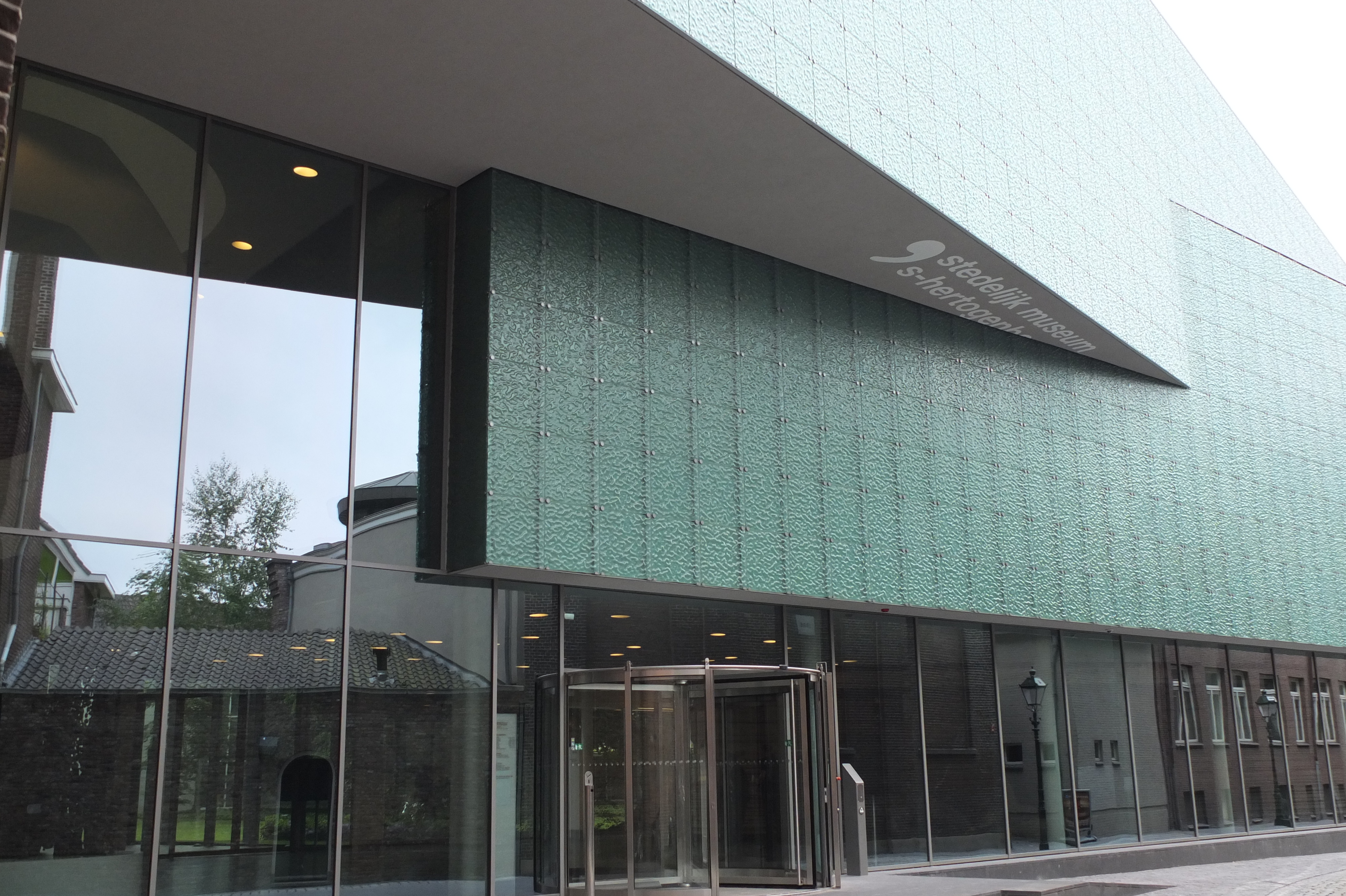
Design Museum Den Bosch, onderdeel van het Museumkwartier
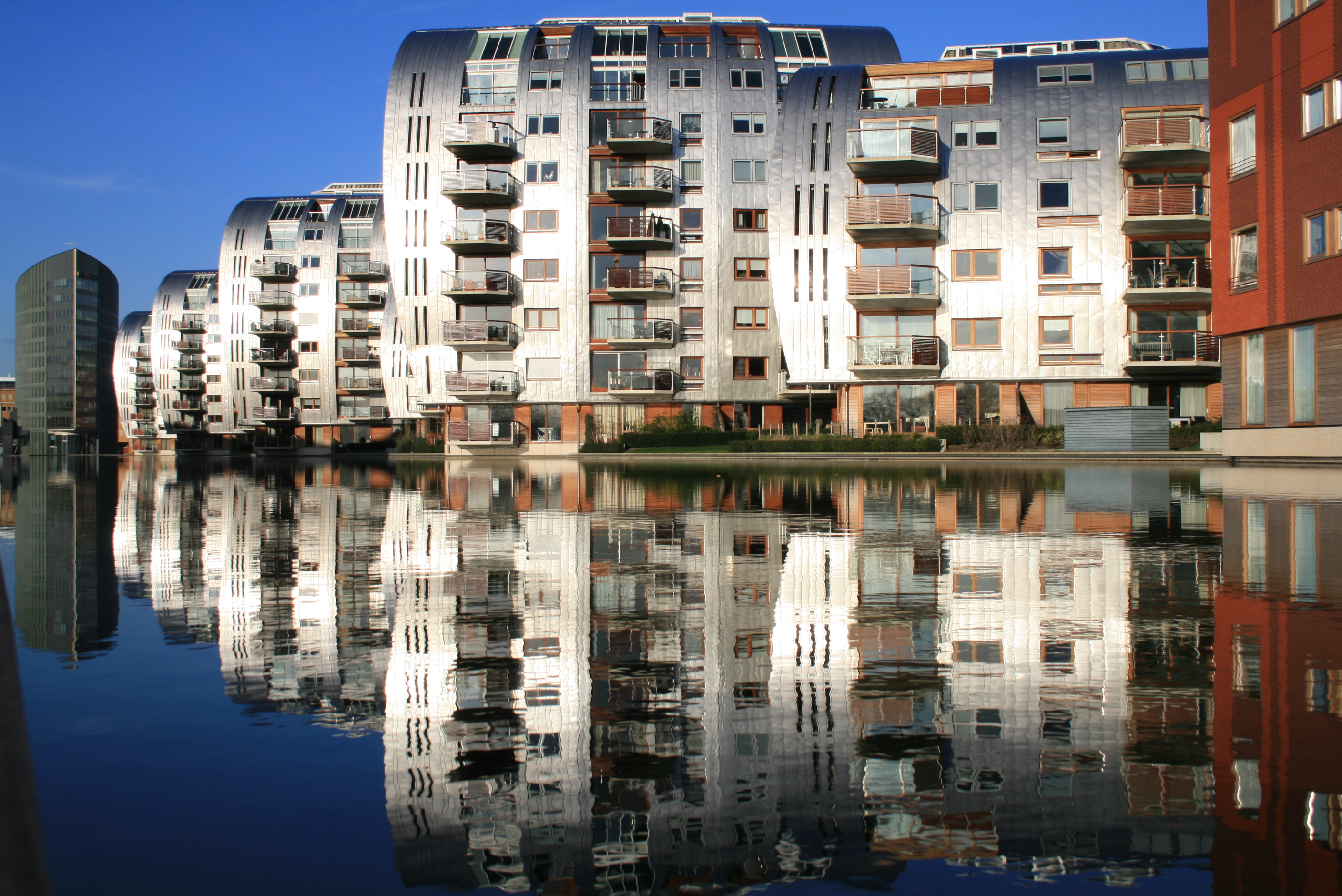
De Armada-gebouwen
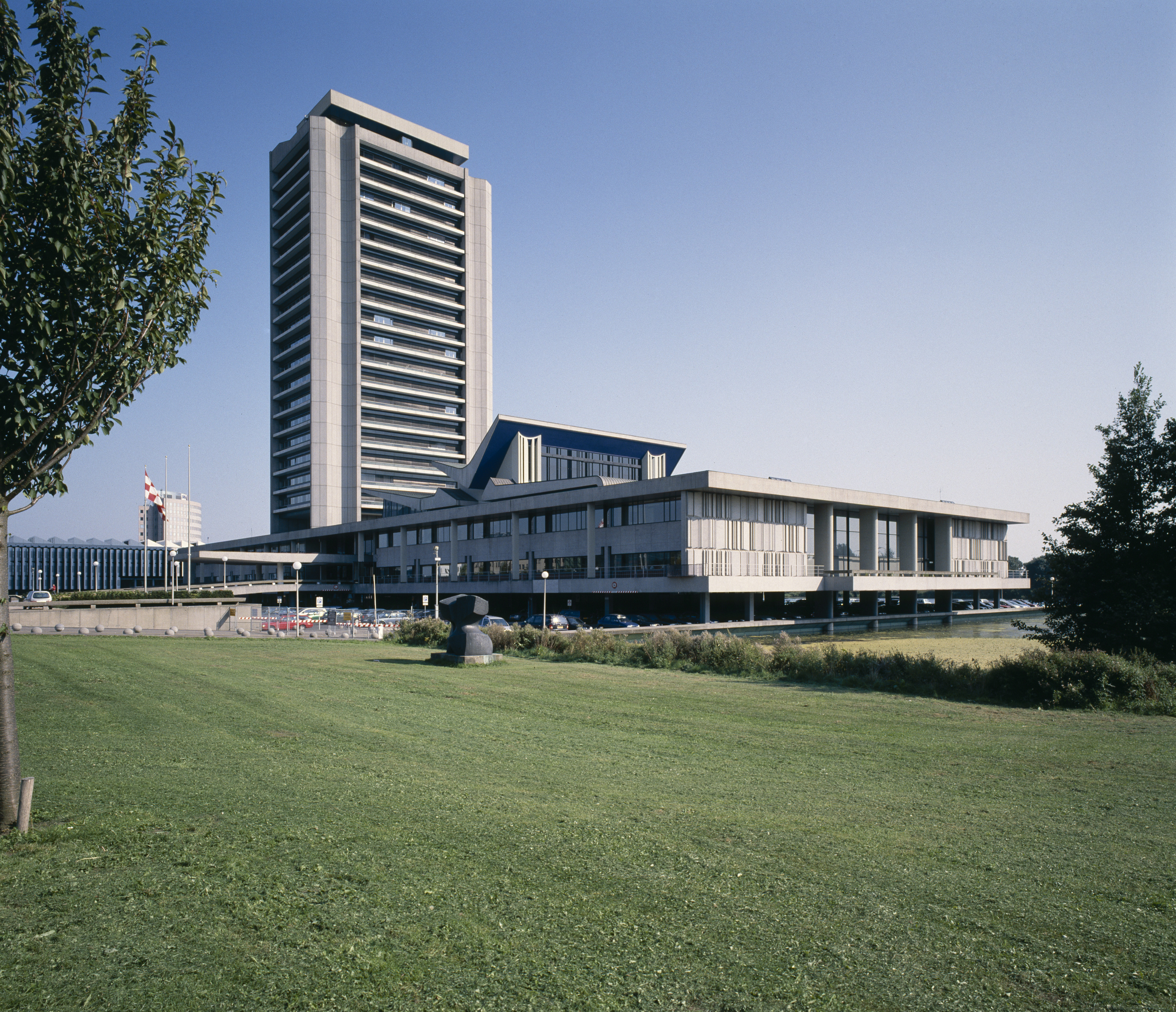
Het provinciehuis van Noord-Brabant
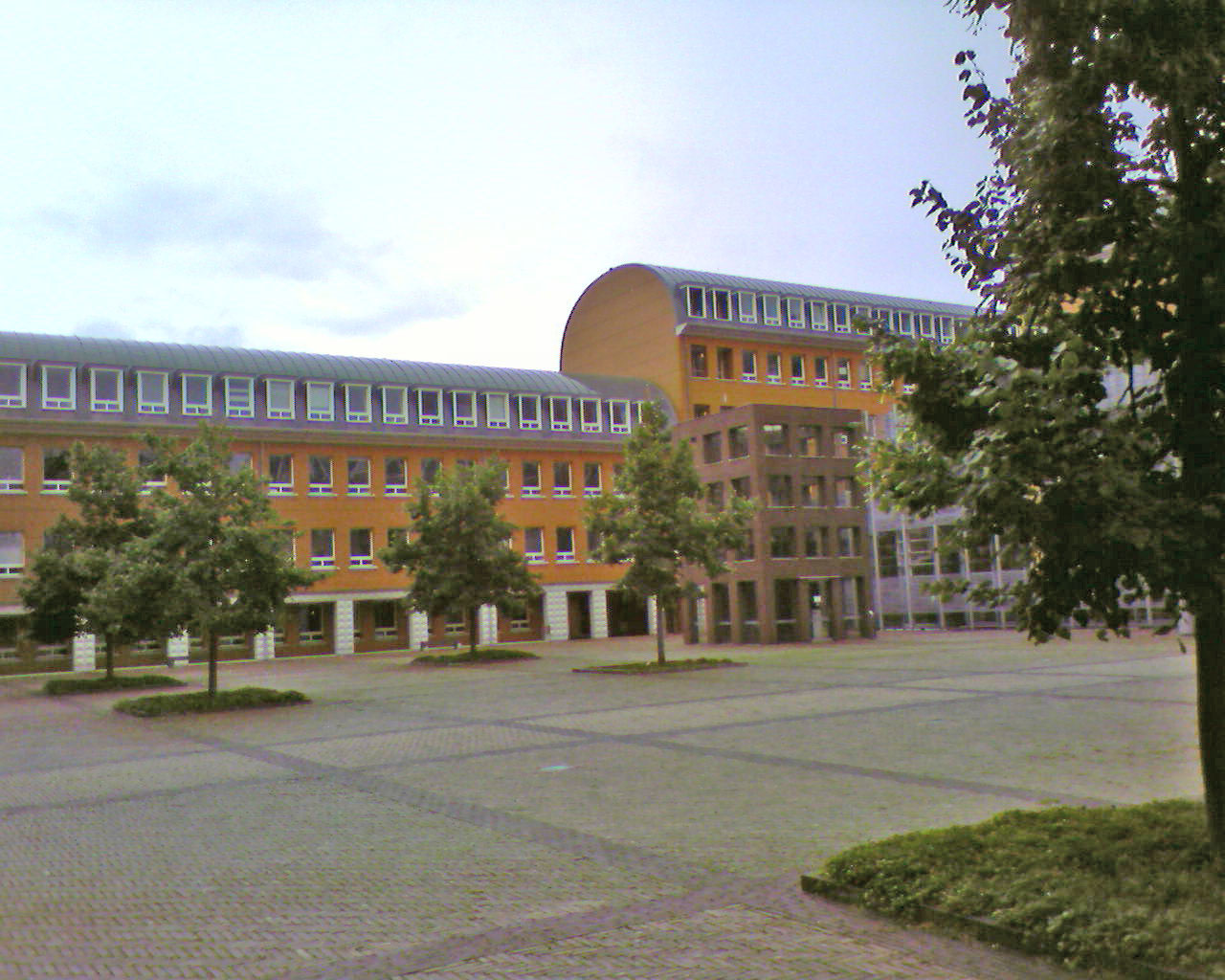
Paleis van Justitie

### Industrieel erfgoed
Ondanks de groei van 's-Hertogenbosch kreeg de stad pas in 1874 toestemming om buiten de stadswallen te bouwen. Koning Willem III ondertekende een nieuwe wet, die de stad dechargeerde van zijn rol als vestingstad. Tot 1880 was de stad gebonden aan de grenzen van haar stadswallen. Dit had als resultaat dat de industrialisatie pas later op gang kwam. Door de nieuwe wet waren er nieuwe uitbreidingsmogelijkheden. De Wijk ’t Zand, en De Muntel werden verbonden met de oude binnenstad. Veel van de industrieën zijn verhuisd of overgenomen. Het industrieel erfgoed heeft in veel gevallen nieuwe invulling gekregen.

#### Opkomst van de industrie
De lonen lagen lager in het zuiden van Nederland, waardoor het lucratiever was om de fabricage naar het zuiden te verhuizen. Dit was in diverse steden van Noord-Brabant terug te zien. In 1898 werd De Koninklijke Nederlandse sigarenfabrieken Eugene Goulmy & Baar in de Wijk "t Zand" gebouwd. In de jaren 30 nam de Valkenswaardse sigarenfabrikant Willem II de fabriek over. Het fabriekspand functioneert sinds 1987 als Popcentrum. In de 20e eeuw vestigden steeds meer fabrikanten zich in de stad, waaronder de machinefabriek Grasso, Melkinrichting Sint-Jan, de gemeentelijke gasfabriek en de Provinciale Noord-Brabants Elektriciteits Maatschappij. Deze laatste maatschappij is onder politieke druk geprivatiseerd en na enige fusies uitgegroeid tot Essent.

#### De Gruyter
In 1818 werden de wortels gelegd voor de winkelketen De Gruyter. Het bedrijf werd in ’s-Hertogenbosch opgericht, maar groeide al gauw uit tot een grote speler in de levensmiddelen detailhandel. In de De Gruyterfabriek werden diverse producten gefabriceerd, die in de 550 winkels (1969) in heel Nederland werden verhandeld. In de laat 20e eeuw werd de keten overgenomen, waarna de De Gruyterfabriek leeg kwam te staan. De Gruyterfabriek is sinds 2012 een bedrijvenverzamelgebouw waar diverse creatieve ondernemers en kunstenaars zijn gevestigd.

#### Grootschalige Suikerwerkenfabrieken
Begin 20e eeuw richtte C.L. Verhagen-Van Oorschot de Eerste Bossche Koek-, Biscuits-, Banket-, Beschuit- en Suikerwerkenfabriek op. Deze werd later overgenomen door Verkade. In de Verkadefabriek is nu een Cultureel Centrum en Theater gehuisvest.
Ook de meelfabriek van Bruyelle werd in deze tijd gebouwd. In 1933 werd de fabriek overgenomen door Meneba, een coöperatieve organisatie van  bakkers. In 1948 krijgt de fabriek een andere bestemming, namelijk als mengvoederfabriek. Vanaf 2014 is het bestemmingsplan aangepast, waardoor het beoogd wordt als cultureel centrum. Het World Skate Center vestigde zich in een nabijgelegen pand op het fabrieksterrein. Ook diverse maatschappelijke instanties, sport- en recreatieve bedrijven zijn er gevestigd.
In de meelfabriek zelf namen De Tramkade en het Werkwarenhuis hun intrek. Het vindt invulling als creatieve en culturele ontmoetingsplek. Het werkwarenhuis richt zich op de invulling van de Kaaihallen, een evenementenlocatie in het complex. Het gebouw is een van de herkenningspunten van de wijk. Hier worden diverse festivals georganiseerd, waaronder "Kings of Colors".

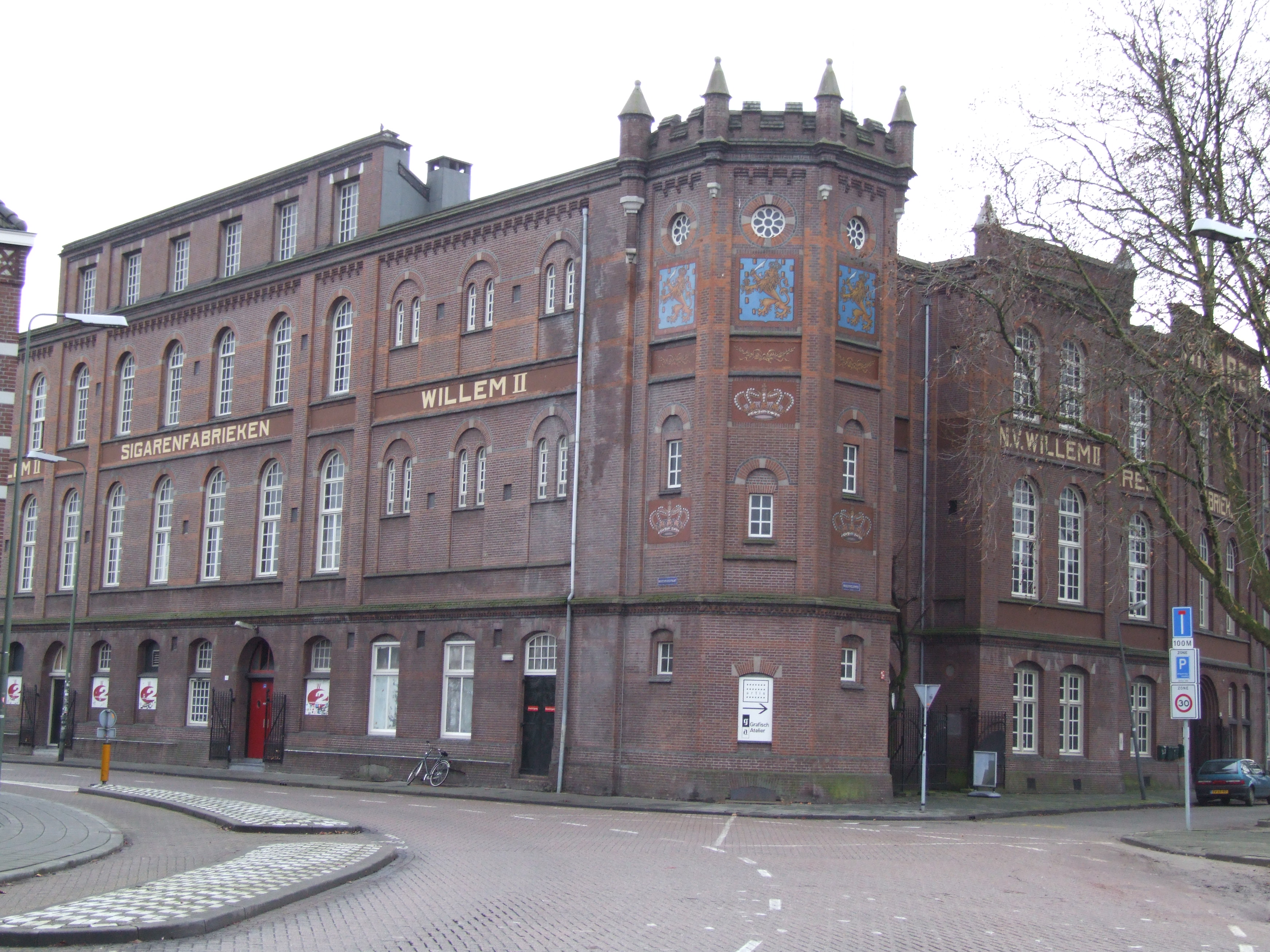
De Sigarenfabriek is nu de Willem II-concertzaal
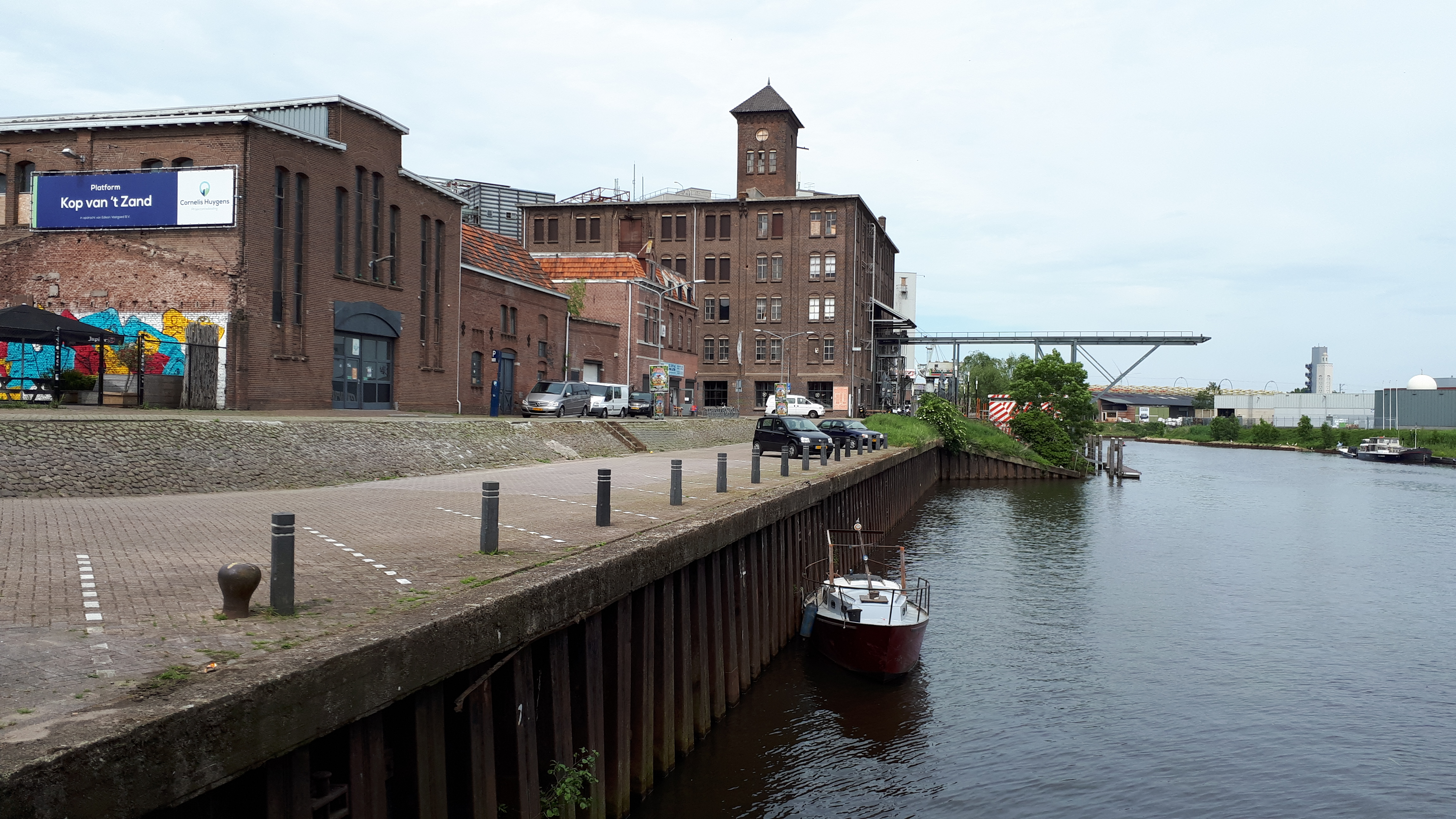
Voormalige meelfabriek van Bruyelle uit de 20e eeuw. Het is nu creatieve en culturele ontmoetingsplek De Tramkade
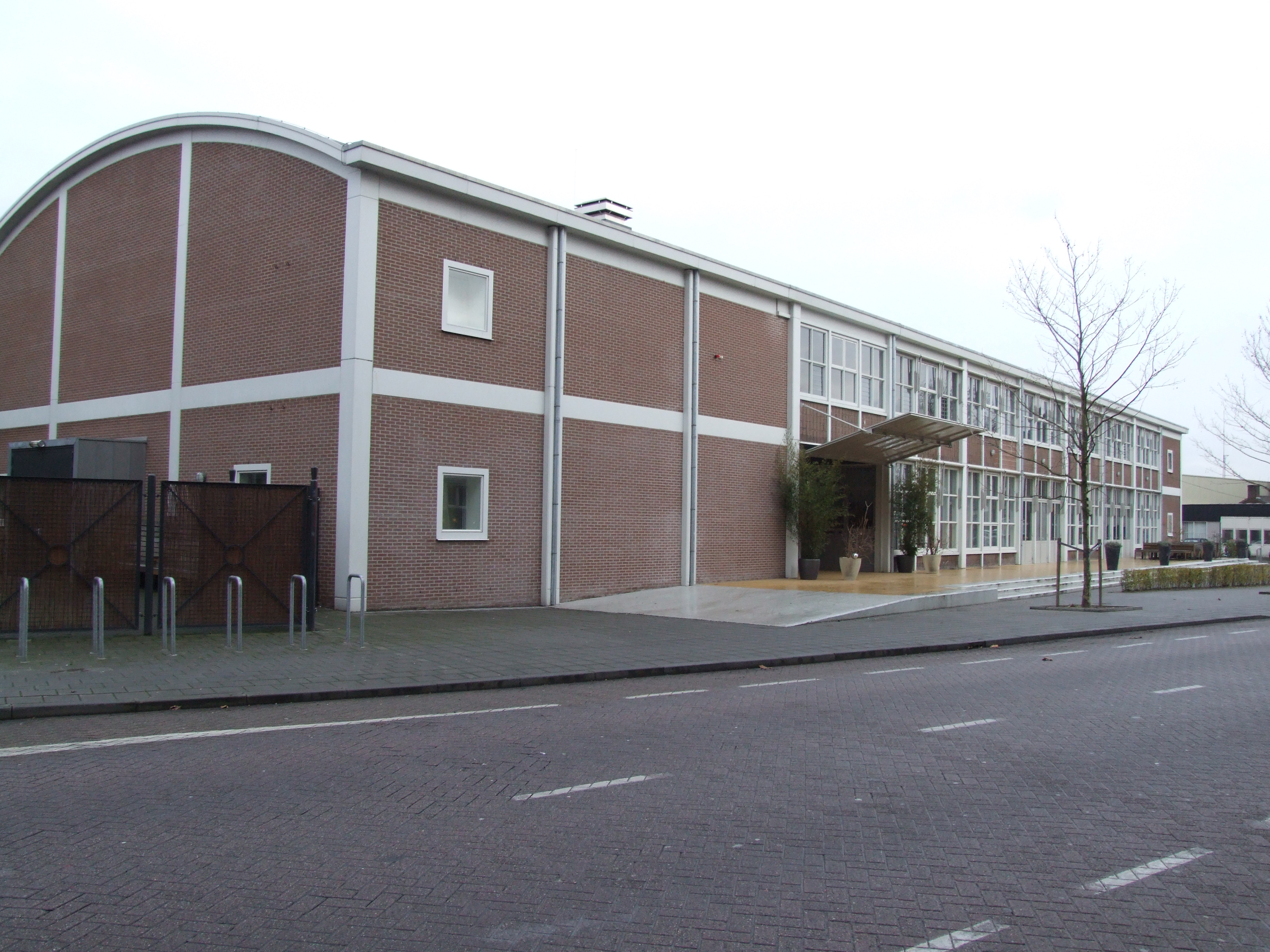
De Suikerwerkenfabriek Verhagen-Van Oorschot, werd verkocht door Verkade. Het is nu een theater.
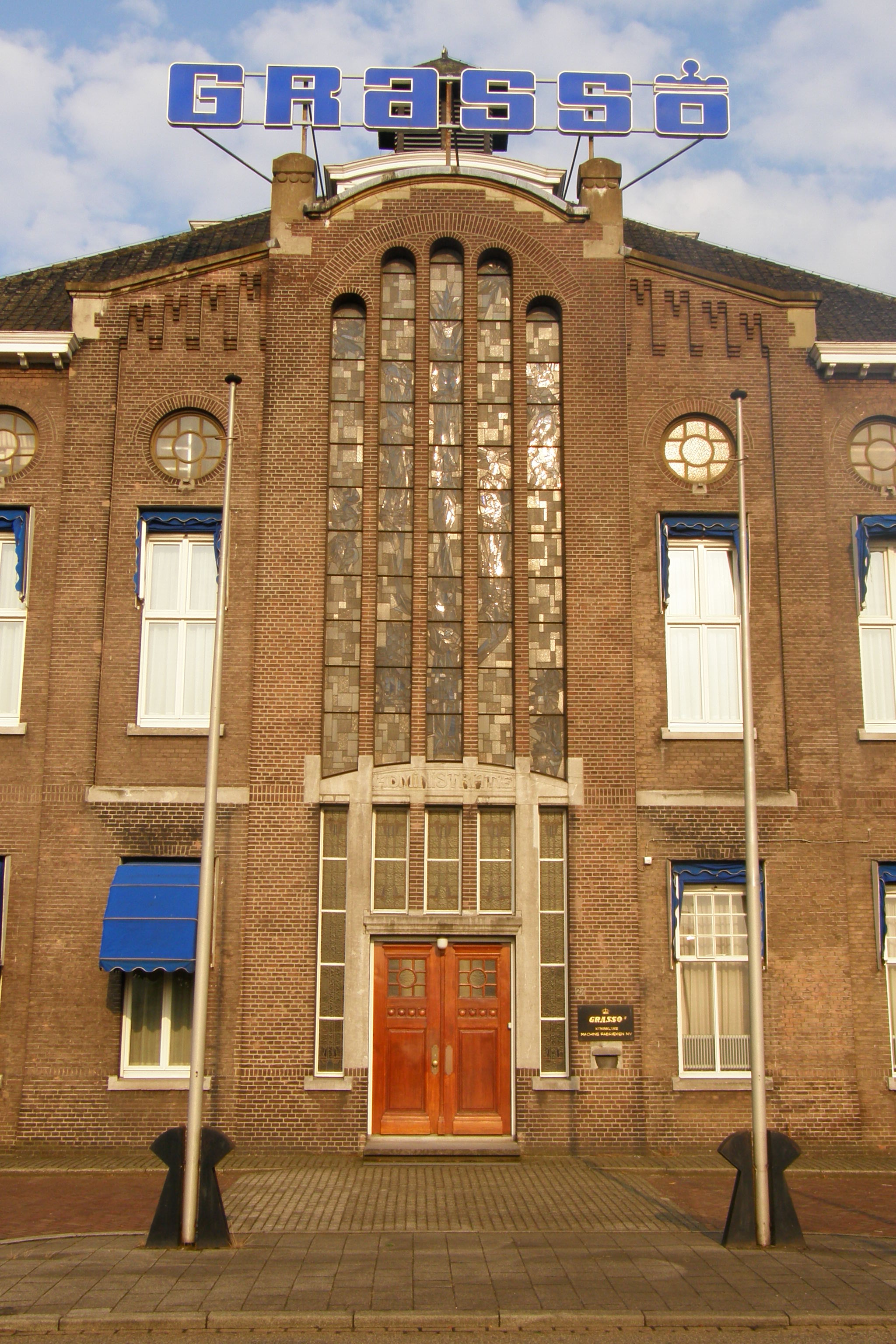
Anno 1999 maakt Grasso onderdeel uit van de GEA-groep.
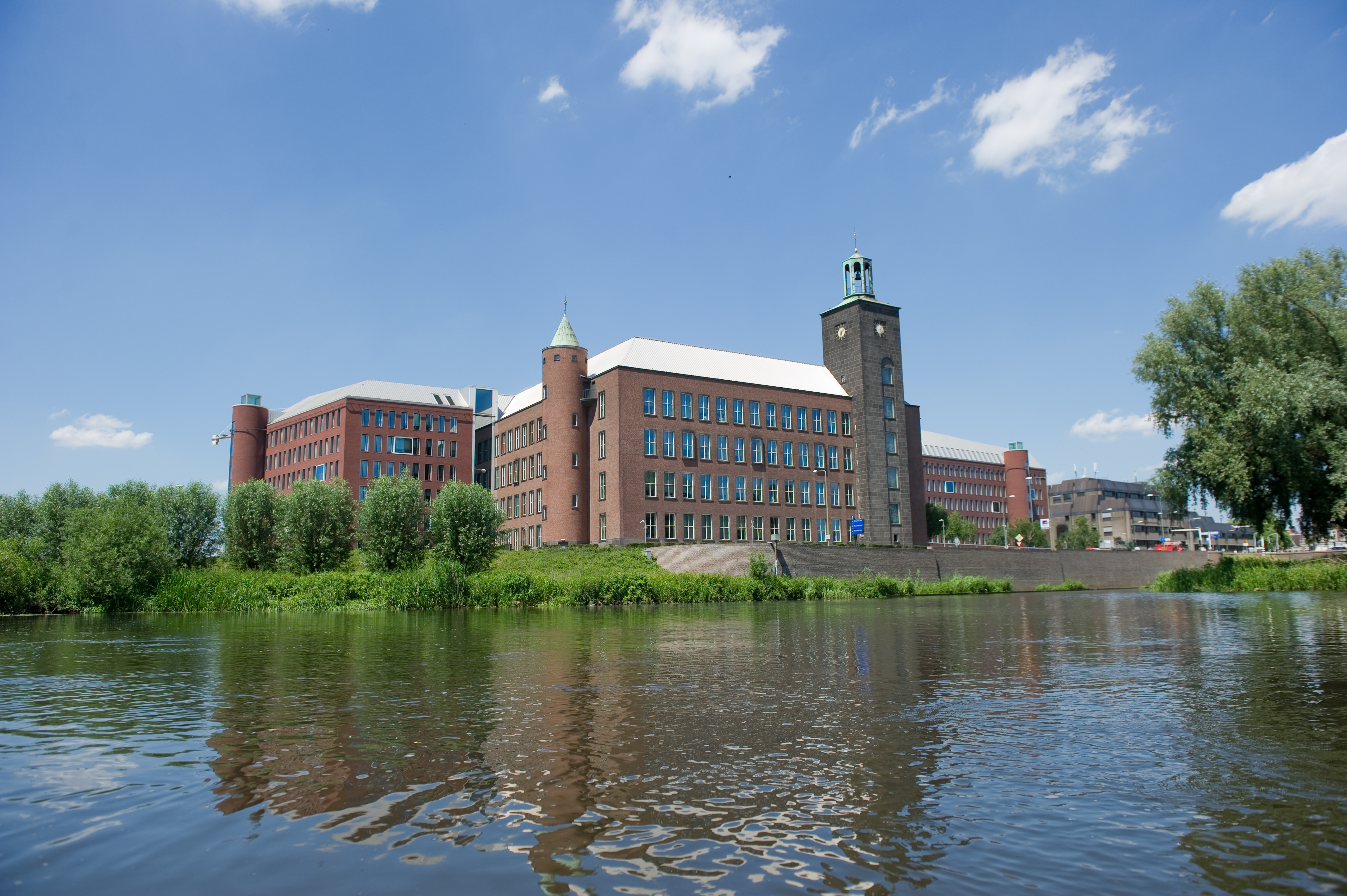
Kasteel in Delfse School stijl, het Hoofdkantoor Essent.

## Cultuur
Het Museumkwartier in de binnenstad is een museumcomplex dat Het Noordbrabants Museum en het Design Museum Den Bosch omvat. Tussen de verschillende 18e tot 21e-eeuwse gebouwen van het complex is een beeldentuin gelegen. In mei 2013 werd het Museumkwartier officieel geopend door prinses Beatrix.
Onder de titel Jheronimus Bosch 500 organiseerde 's-Hertogenbosch in 2016 verschillende manifestaties ter gelegenheid van het 500ste sterfjaar van de schilder Jheronimus Bosch.

### Musea

#### Voormalige musea
- Bossche Prentenmuseum (Historisch museum met prenten en schilderijen uit de stad);
- Kapucijnenmuseum (Kloosterleven) in stadsklooster San Damian;
- Stedelijk Museum in het Kruithuis;
- SM's (Stedelijk Museum 's-Hertogenbosch)
- Museum de Brabantse Poffer (opgegaan in Het museum Het Brabanste Leven in Den Dungen)[19]

#### Actieve musea
- Museumkwartier (cultuur, historie, kunst en design)
  - Het Noordbrabants Museum (voorheen ondergebracht bij het Provinciaal Genootschap van Kunsten en Wetenschappen in Noord-Brabant)
  - Design Museum Den Bosch
- Zwanenbroedershuis (historisch gezelschap)
- Museum De Bouwloods (bouwgeschiedenis van de Sint-Jan)
- Bastionder (vestingwerken)
- Museum Slager (historische en hedendaagse kunst)
- Het Oeteldonks Gemintemuzejum (carnaval)
- Jheronimus Bosch Art Center (replica's van de middeleeuwse schilder)
- Museum Hertogsgemaal (archeologisch en paleontologisch museum)
- Kunstlocatie Wurth (internationale moderne en hedendaagse kunst)
- Museum 't Oude Ambacht (historisch gereedschap)
- Jheronimus Bosch Huis (over het leven van Jheronimus Bosch in zijn huis aan de Markt)

- Vestings- en watermuseum in het Kruithuis.

### Archiefinstellingen
- In de stad zijn vier openbare archiefdiensten gevestigd:
  - Stadsarchief gemeente 's-Hertogenbosch[20]
  - SBDenBosch[21]
  - Brabants Historisch Informatie Centrum (BHIC)[22]
  - Archief Bisdom 's-Hertogenbosch[23]

### Theaters
- Theater aan de Parade
- Verkadefabriek
- Theater Artemis
- Muziekcentrum De Toonzaal
- Muzerije
- AzijnFabriek
- Perron-3

### Evenementen
Enkele evenementen die in de stad plaatsvinden of hebben plaatsgevonden zijn:
- Jazzfestival Jazz in Duketown (jaarlijks terugkerend)
- theaterfestival Boulevard (jaarlijks terugkerend)
- Bourgondisch 's-Hertogenbosch (jaarlijks terugkerend)
- Bosch Parade (jaarlijks terugkerend sinds 2010)
- KBC het Nederlands speciaalbier festival (jaarlijks terugkerend)
- Het Bevrijdingsfestival (jaarlijks terugkerend)
- Het IAG Sportevent (jaarlijks terugkerend sinds 2013)
- Startplaats van de Ronde van Frankrijk 1996
- Startplaats van de Ronde van Nederland 2000
- Maritiem 's-Hertogenbosch (wordt gehouden in de oneven jaren)
- Tenniswedstrijden voor de Davis Cup en Fed Cup
- Erasmusfestival (wordt gehouden in de even jaren)
- FAQ-festival in Muziekcentrum De Toonzaal
- ToneJazz-festival
- HBO Introfestival (jaarlijks terugkerend)
- Open Monumentendagen
- Kunstnacht Den Bosch
- November Music (Jaarlijks terugkerend)
- Koninginnedag 2007
- Hiphop in Duketown (jaarlijks terugkerend, sinds 2007)
- Gedichtenfestival Onbederf'lijk Vers (jaarlijks terugkerend, sinds 2007)
- Internationaal Vocalisten Concours (wordt gehouden in de even jaren)
- Fietstocht Leontien Ladies Ride (jaarlijks terugkerend, sinds 2005)
- Paardensportwedstrijd Indoor Brabant
- Boschkilde (iedere twee maanden in de W2-concertzaal, voor lokale bands uit ieder genre)
- Levenslied 's-Hertogenbosch (jaarlijks terugkerend, sinds 1997)
- B-There (jaarlijks terugkerend, sinds 2006)
- Rauwkost
- Festival CEMENT
- Atelierroute
- CBK Toonzaalprijs
- Hardloopwedstrijd de Vestingloop
- Elektronische muziek-festival Earational
- De Bossche kermis
- Barbershop Ontmoetings Festival (één keer per twee jaren)
- Avondvierdaagse
- Dance festival Trix in de Mix
- Masters of Hardcore (evenement)
- Love & Marriage Beurs Brabanthallen (2009)
- Art & Antiques Fair 's-Hertogenbosch, jaarlijkse kunst- en antiekbeurs
- Literaire Manifestatie (sinds 1997 op de vrijdag voorafgaand aan de Boekenweek)
- Friends of rock festival (jaarlijks terugkerend sinds 2009)
- Gezellige Zaken (jaarlijks terugkerend)
- In 2017 vond de Roze Zaterdag in Den Bosch plaats, net zoals in 1981.
- Foute Party van Qmusic (ieder jaar) in de Brabanthallen
- INTRO Festival (festival voor alle mbo-, hbo- en wo-studenten in Den Bosch)

### Carnaval
Bekend is 's-Hertogenbosch in carnavalstijd. De stad wordt in die dagen omgedoopt tot het Bourgondische Oeteldonk. De kikker is het symbool van Oeteldonk, vandaar dat er in de stad veel beelden van kikkers te vinden zijn. Op de Stationsweg is een permanent carnavalsmonument geplaatst.
Anders dan de carnavalsvierders in Limburg, die hun carnaval vieren volgens de Rijnlandse traditie, houden 's-Hertogenbosch en Bergen op Zoom vast aan het Bourgondische Carnaval. Dat blijkt bijvoorbeeld uit het verschijnsel dat men zich (in 's-Hertogenbosch) in een boerenkiel hult om duidelijk te maken dat in deze tijd gangbare rangen en standen binnen de samenleving vervallen.
De tijdelijke overdracht van de stadssleutel door de burgemeester aan de "carnavalsburgemeester" (Peer vaan den Muggenheuvel tot den Bobberd) is hier ook een teken van. Ook kent men in 's-Hertogenbosch geen dansmariekes en steken met fazantenveren, zoals men die in andere delen van Brabant en in Limburg wel veel ziet. De Rijnlandse carnavalsgroet Alaaf (afgeleid van het Duitse Helau) is niet gebruikelijk in Oeteldonk en wordt zelfs niet op prijs gesteld. Voorts wordt de Prins Carnaval (Amadeiro) in Oeteldonk niet zoals in de Rijnlandse variant voor één jaar benoemd, maar krijgt hij de kroon voor het leven. Meestal treden de Oeteldonkse prinsen na enkele jaren af. Zo kan het gebeuren dat 's-Hertogenbosch sinds de start van het officiële Oeteldonkse carnaval in 1882 pas 26 prinsen heeft versleten. Nog opmerkelijker is de invulling van Driek Pakaon, de Oeteldonkse veldwachter. Dat is al sinds 1882 een rol voor een lid van de familie Stolzenbach. In 140 jaar tijd pas vijf generaties van vader op zoon.

### Evenementengebouwen
- Brabanthallen 's-Hertogenbosch
- Orangerie
- Willem Twee poppodium
- Muziekcentrum De Toonzaal
- Verkadefabriek
- Theater Artemis

### Bossche Bol
Een lokale lekkernij, verbonden met de naam 's-Hertogenbosch maar ook bekend buiten de stad, is de Bossche bol.

## Sport

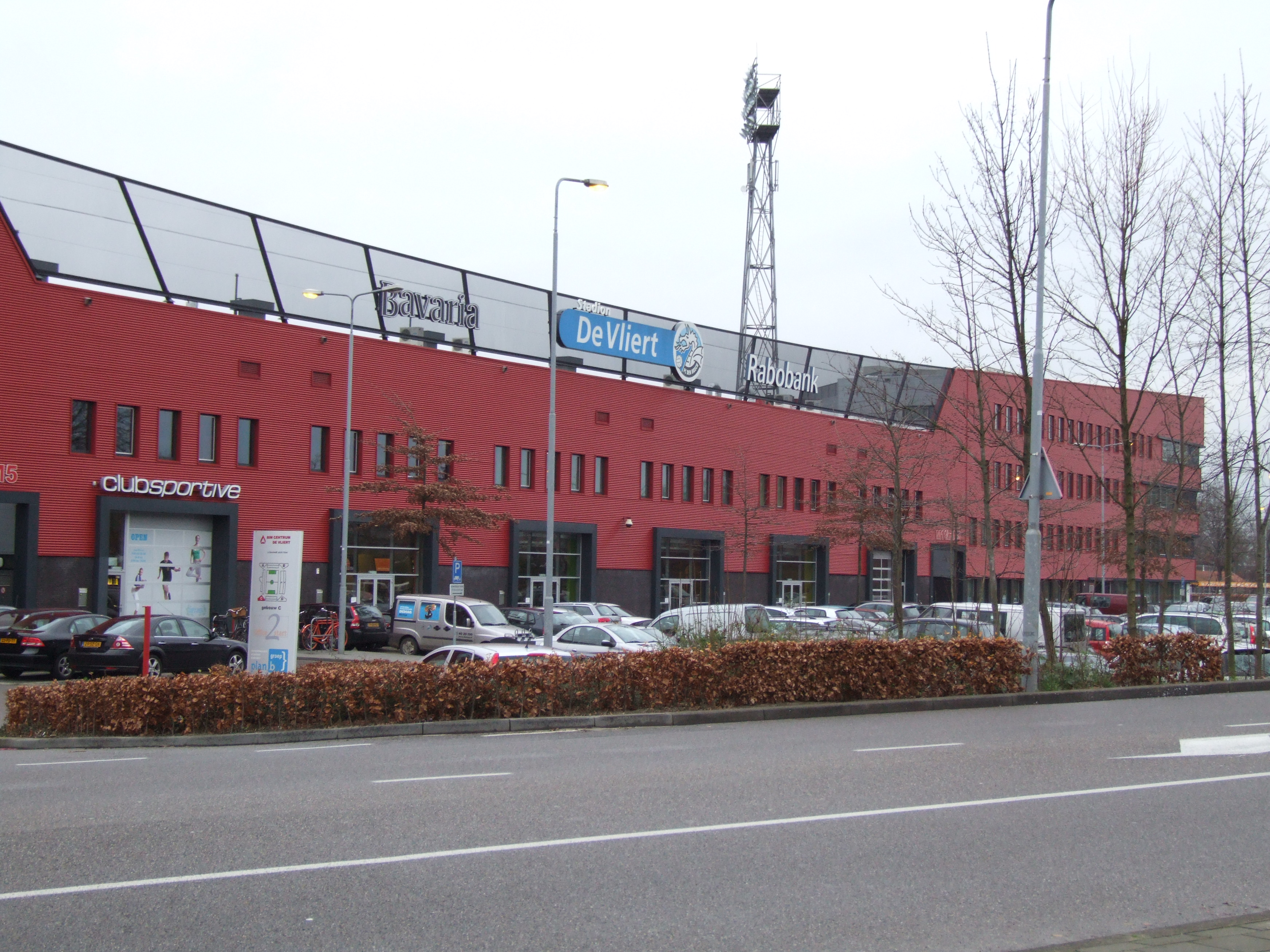
Stadion De Vliert in de gelijknamige wijk, het thuisstadion van FC Den Bosch

BVV werd in 1948 landskampioen voetbal. In 1967 fuseerde de club met Wilhelmina tot FC Den Bosch. FC Den Bosch werd viermaal kampioen van de eerste divisie: in 1970, 1999, 2001 en 2004.
Andere ploegen uit 's-Hertogenbosch die op hoog niveau spelen zijn Hockeyclub 's-Hertogenbosch (meervoudig landskampioen) en basketbalclub Heroes Den Bosch (voorheen New Heroes, SPM Shoeters, EiffelTowers, EBBC en Nashua, meervoudig landskampioen, finalist Europa Cup II in 1979 en wereldcup in 1982). In de jaren zestig behoorde de ijshockeyclub Red Eagles tot de landelijke top (landskampioen in 1967), de club bracht toen veel internationals voort.
Rugbyclub The Dukes speelt alweer enkele jaren in de Ereklasse, het hoogste landelijke niveau en levert een aantal spelers voor de nationale selectie. De club werd in 2008 voor het eerst landskampioen. Het was daarmee de eerste club uit Noord-Brabant die landskampioen rugby werd.
HMC Den Bosch speelt de externe thuiswedstrijden van de schaakcompetitie in de aula van het Hervion College. De interne competitie wordt in Cultureel Centrum De Biechten te Hintham gespeeld. Het eerste team speelt in de Meesterklasse, de hoogste schaakcompetitie voor schaakverenigingen in Nederland.
Het snookerteam van De Dieze speelt in de Hoofdklasse. Dit is het hoogste competitie die door de DBSA wordt georganiseerd.
De grootste tafeltennisvereniging van 's-Hertogenbosch is TTV Never Despair. Deze vereniging, die gevestigd is aan de Eerste Rompert, kwam in de jaren 1995 en 1996 bij de heren uit in de Eredivisie. Bij de dames werd in 1998 de eerste divisie bereikt. Tegenwoordig komt de club met het eerste team uit in de derde divisie. Daarnaast is er ook een iets kleinere tafeltennisvereniging in 's-Hertogenbosch genaamd TTV de Kruiskamp '81.
Flik-Flak is gevestigd in 's-Hertogenbosch. Met bijna 2000 leerlingen is het de grootste binnensportclub van Brabant. Naast turnen biedt de vereniging ook gymnastiek, trampolinespringen, acrogym en streetdance.
In 1996 startte de Ronde van Frankrijk in 's-Hertogenbosch. Er werd gestart met een proloog die begon in de Brabanthallen en werd gewonnen door de Zwitser Alex Zülle. De volgende dag werd er een etappe verreden van en naar 's-Hertogenbosch. Deze rit werd gewonnen door de Fransman Frédéric Moncassin. De dag erna verliet de koers de Brabantse hoofdstad.
Op zaterdag 20 augustus 2022 was 's-Hertogenbosch startplaats van de tweede etappe (finishplaats Utrecht) van de Ronde van Spanje 2022. De gemeente ’s-Hertogenbosch betaalde hiervoor € 300.000. Aanvankelijk stond de Vuelta start in Nederland gepland voor 2020, maar moest in dat jaar worden afgelast vanwege de coronapandemie. In 2022 vond uiteindelijk alsnog de Vuelta start in Nederland plaats, de organisatiekosten waren echter wel gestegen. De gemeente ’s-Hertogenbosch stelde daardoor € 34.000 extra beschikbaar.

## Media
De hoofdredactie van de regionale krant het Brabants Dagblad is gevestigd in 's-Hertogenbosch. Ook de studio van Radio Maria Nederland is gevestigd in 's-Hertogenbosch. Huis-aan-huisbladen die in 's-Hertogenbosch en omgeving worden bezorgd, zijn de Bossche Omroep en het Stadsblad 's-Hertogenbosch.
Tot 12 februari 2015 werd de lokale omroep van de gemeente 's-Hertogenbosch verzorgd door Boschtion. Deze zond naast een kabelkrant ook via radio en televisie uit. Sinds 2017 is Dtv Den Bosch de lokale omroep van de stad. Ook was er TV73, een commerciële omroep, gericht op 's-Hertogenbosch en omgeving die uitzond tot 24 januari 2021.

## Onderwijs
In en rond het Paleiskwartier concentreert zich het onderwijscentrum van de regio, met scholen als Avans, Duhamel College (onderdeel van Stedelijk College), HAS green academy, Helicon Opleidingen MBO Den Bosch, Het Stedelijk Gymnasium en het Koning Willem I College.

In andere delen van de stad bevinden zich onder andere:
- St. Joost School of Art & Design
- Brede Bossche Scholen
- Ds. Pierson College
- Duhamel College (onderdeel van Stedelijk College)
- Hervion College (onderdeel van Stedelijk College)
- Jeroen Bosch College
- Sancta Maria Mavo
- Sint-Janslyceum
- Stoas Hogeschool
- Van Maerlant (onderdeel van Stedelijk College)
- Dieze College (voorheen VSO De Rietlanden)
- Helicon Opleidingen
- Bossche Vakschool
- Jheronimus Academy of Data Science (JADS)

## Economie
Het industriële karakter van de stad is flink veranderd door vertrek of sluiting van bekende fabrieken als TE Connectivity (voorheen AMP), Michelin, De Gruyter, Verkade, Remington en De Kruithoorn. Men richt zich meer op de zakelijke en financiële dienstverlening. Zo is het hoofdkantoor van Van Lanschot Kempen in de binnenstad gevestigd, evenals de SNS Bank. In deze stad bevindt zich een van de vestigingen van Nederlands grootste bierbrouwer Heineken, die een flink aandeel heeft in de regionale werkgelegenheid. Tevens is in de stad, aan het Willemsplein, het hoofdkantoor van energieleverancier Essent gevestigd en zijn onder meer de hoofdkantoren van Ricoh Nederland en SAP Nederland B.V. gevestigd. Koninklijke Heijmans NV, de op twee na grootste beursgenoteerde onderneming in vastgoed, bouw, infra en installatietechniek in Nederland, heeft in de gemeente 's-Hertogenbosch zijn hoofdkantoor en verschillende divisies gevestigd.

## Verkeer en vervoer

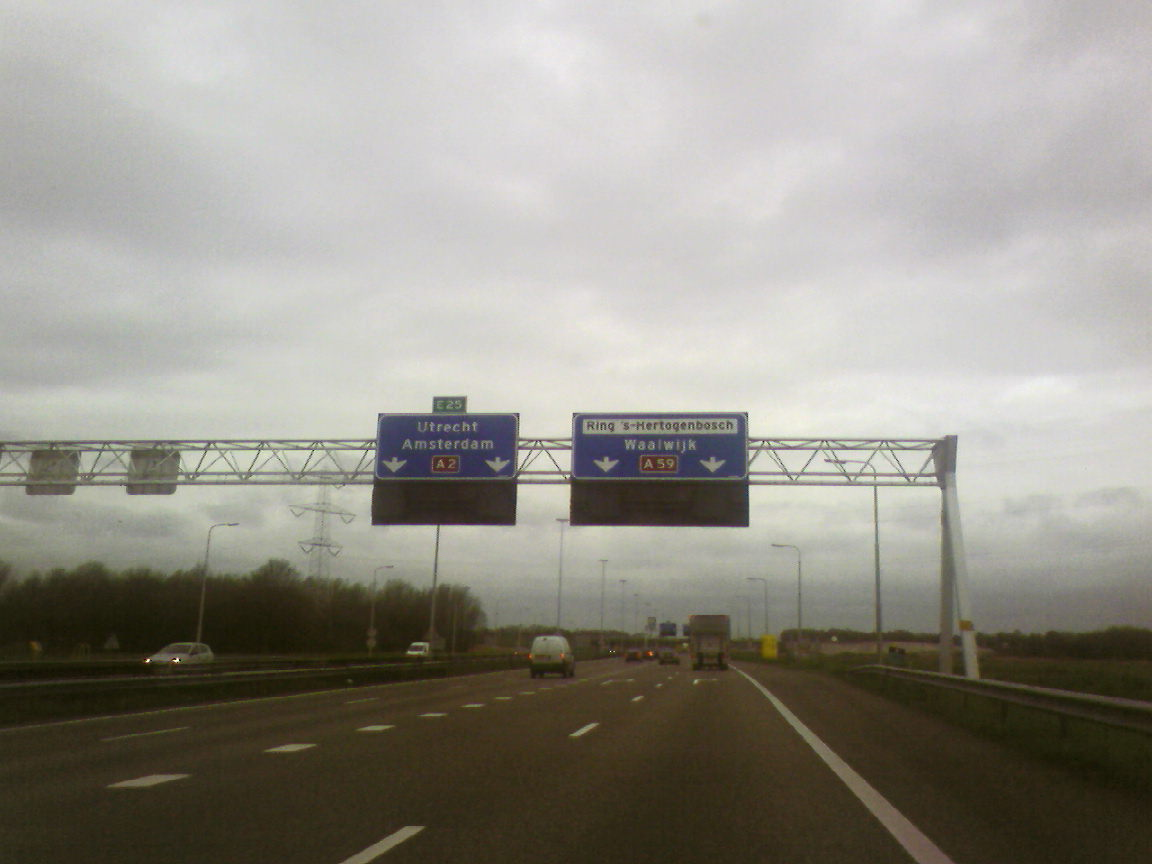
Rijksweg A2 ter hoogte van Knooppunt Empel, vóór de laatste wegverbreding van de A2 (geopend in 2009)

De Ring 's-Hertogenbosch is een van de drukst bereden autosnelwegen van Nederland. Mede daardoor en door het feit dat de gemeente een economische groei doormaakt, zijn er tussen 2006 en 2009 maatregelen getroffen om de stad verder te laten groeien. De rondweg A2 is uitgebreid tot een 4×2-autosnelweg. De binnenste 2×2-rijstroken zijn voor doorgaand verkeer tussen Utrecht en Eindhoven. De buitenste 2×2-rijstroken voor regionaal verkeer tussen de stadsdelen en Waalwijk en Oss. De beide rijbanen van de A2 tussen 's-Hertogenbosch en Zaltbommel zijn in 2010 verbreed van twee naar drie rijstroken. De Zuid-Willemsvaart loopt dwars door de stad, maar aan de oostkant van de A2, tussen Rosmalen en de stad in, is het Máximakanaal aangelegd zodat beroeps- en recreatievaart de smalle stadstraverse kunnen vermijden.
Deze infrastructurele wijzigingen hebben de gemeente geïnspireerd tot het project "Avenue 2/Kanaalzone", een nieuw te vormen secundair stadscentrum met moderne hoogbouw boven de A2 tussen 's-Hertogenbosch en Rosmalen. Deze nieuwe wijk zal in het kader van OV-Netwerk Brabant mogelijk een eigen station krijgen. Er loopt een plan om de zuidwestelijke aansluiting op de A2, de N65 (de rijksweg Vught - Tilburg) om te bouwen tot autosnelweg, om dezelfde problemen als op de voormalige N50 richting Nijmegen te voorkomen.
Om de doorstroming op de Ring te verbeteren, is er in 2011 de Randweg 's-Hertogenbosch - Vught gereed gekomen. Deze weg gaat door de polder tussen beide plaatsen. Het verkeer hoeft nu niet meer via het Willemsplein en het Wilhelminaplein te rijden.
Ook zijn er werkzaamheden gestart voor de aanleg van een nieuw industrieterrein ten westen van de spoorweg Utrecht - Boxtel, met de daarbij behorende voorzieningen, zoals een nieuw spoorwegstation dat ook de wijk Maaspoort bereikbaar maakt per trein.

### Openbaar vervoer
In het begin van de twintigste eeuw had 's-Hertogenbosch een tramverbinding met Helmond en andere plaatsen zoals Vught. Deze tramlijn werd geëxploiteerd door HHVO. Ook was er een tramlijn 's-Hertogenbosch - Drunen - Heusden. Deze tramlijn werd geëxploiteerd van 1896 tot 1934, maar op delen van het traject reden er al vanaf 1922 bussen. De trams naar zowel Helmond als naar Heusden vertrokken vanaf het Koningin Emmaplein.
Aan het Koningin Emmaplein heeft ook het eerste treinstation gestaan. Dit bouwwerk stamde uit 1868 en was gemaakt van hout. In die tijd was 's-Hertogenbosch nog een vestingstad en er mochten buiten de vesting geen blijvende stenen bouwwerken staan. Ook moest het in geval van dreiging snel afgebroken kunnen worden, opdat men een vrij schootsveld had.
In 1896 is het eerste station afgebroken en is enkele honderden meters zuidelijker een nieuw station herrezen. Men kon nu vanuit de Binnenstad in één rechte lijn naar het station lopen. Het tweede station was van de hand van Eduard Cuypers. Dit station werd in de Tweede Wereldoorlog, op 16 september 1944, gedeeltelijk verwoest door RAF-vliegtuigen en is niet meer opnieuw opgebouwd. De perronoverkappingen zijn bewaard gebleven en zijn nu rijksmonument.
Sybold van Ravesteyn was de architect van het derde station. Dit station was bescheidener, maar tegelijkertijd ook een modern gebouw. Dit station heeft er gestaan tot 1998 toen het station werd gerenoveerd. Rob Steenhuis was de architect van het gebouw en veranderde het in een passerelle. Ook is het station nu een doorlooproute voor het Paleiskwartier.
Station 's-Hertogenbosch staat aan het Stationsplein. Dit plein is het belangrijkste openbaarvervoerknooppunt van de gemeente. Vanaf het Stationsplein vertrekken de streekbussen naar andere plaatsen, evenals de stadsbussen naar de verschillende wijken van de stad, zoals Hintham, Rosmalen, Vlijmen en Vught.
Station 's-Hertogenbosch Oost is een kleiner openbaarvervoerknooppunt. Hier komt een aantal stads- en streekbussen samen en stopt ook o.a. de sprinter Dordrecht - Arnhem.

## Fotogalerij

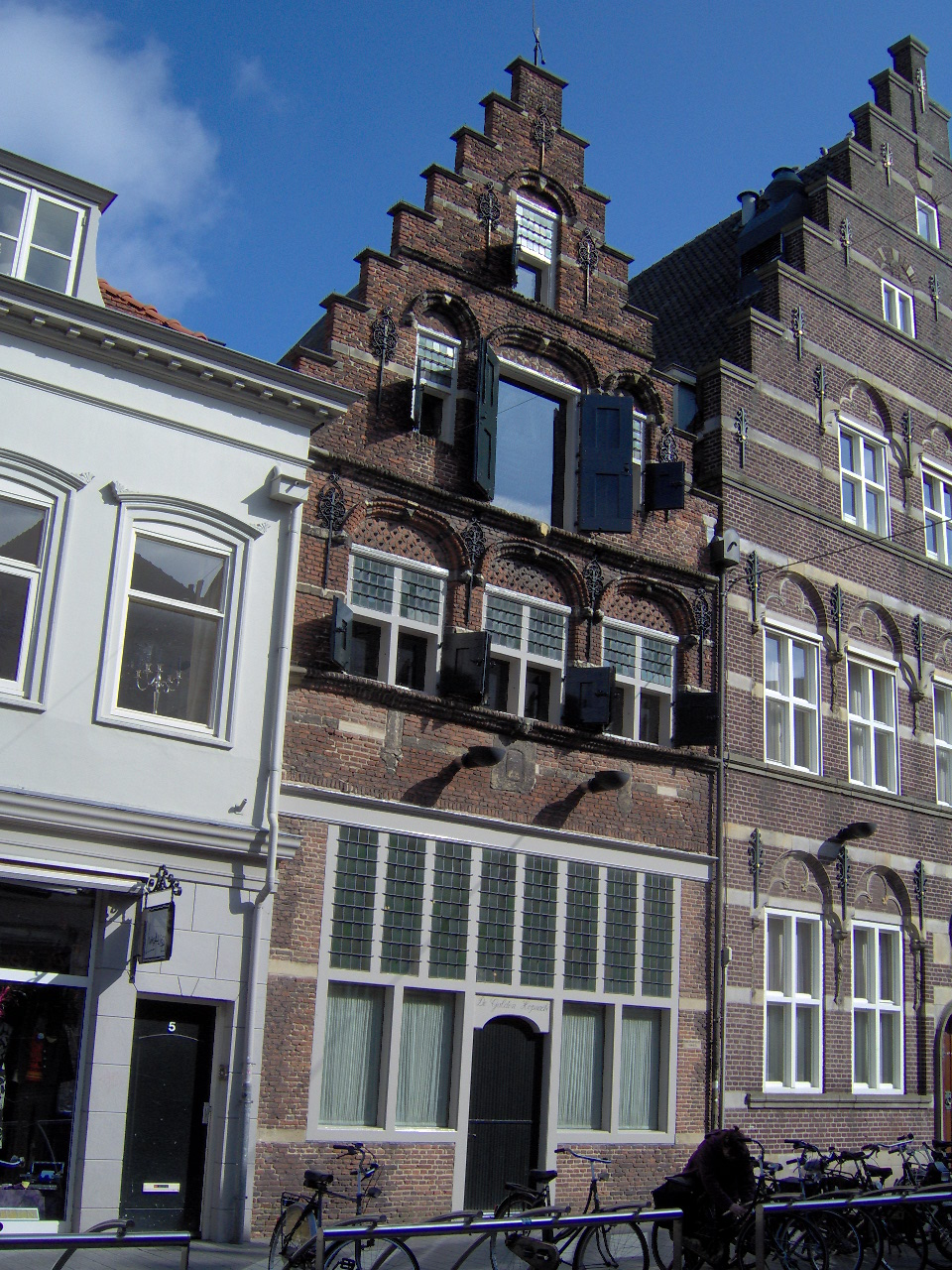
De Gulden Hopsack
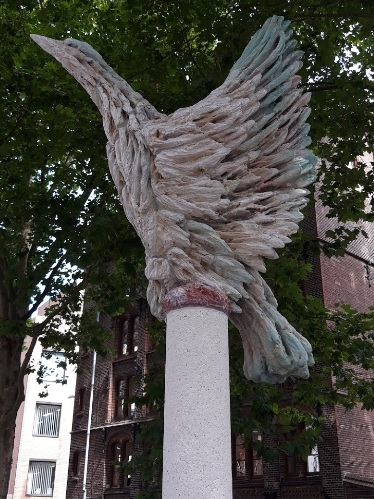
Anne Frank Monument  van Anne Wenzel in 's-Hertogenbosch.
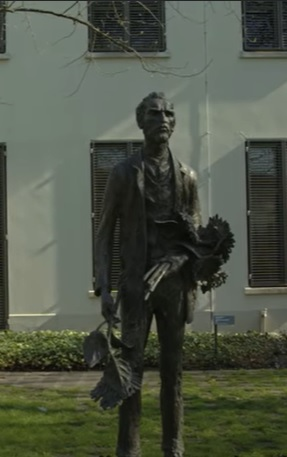
Vincent van Gogh-standbeeld in de Paleistuin.
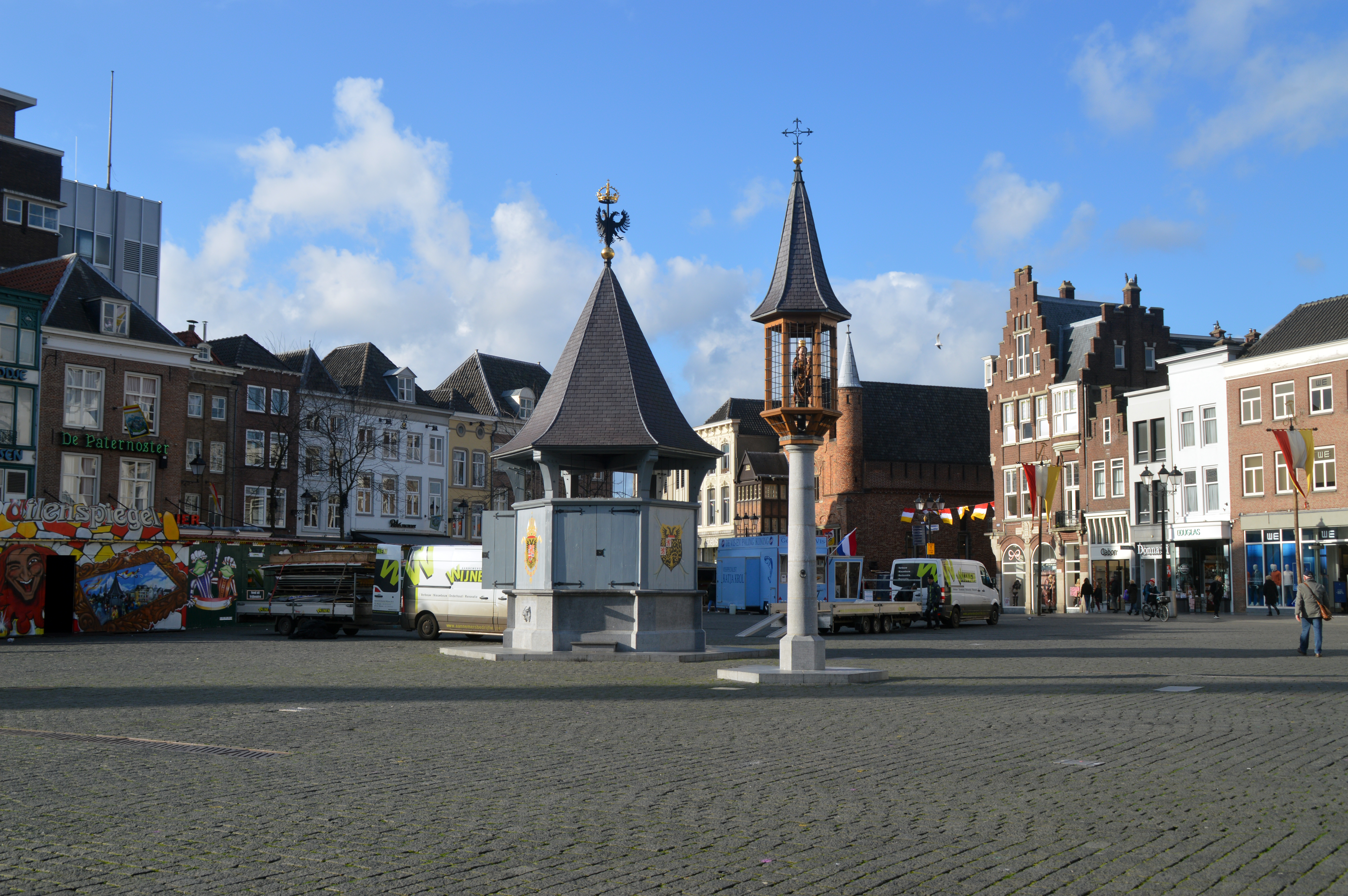
Het Puthuis op de markt van 's-Hertogenbosch daarnaast gelegen Onze-Lieve-Vrouwehuisje.
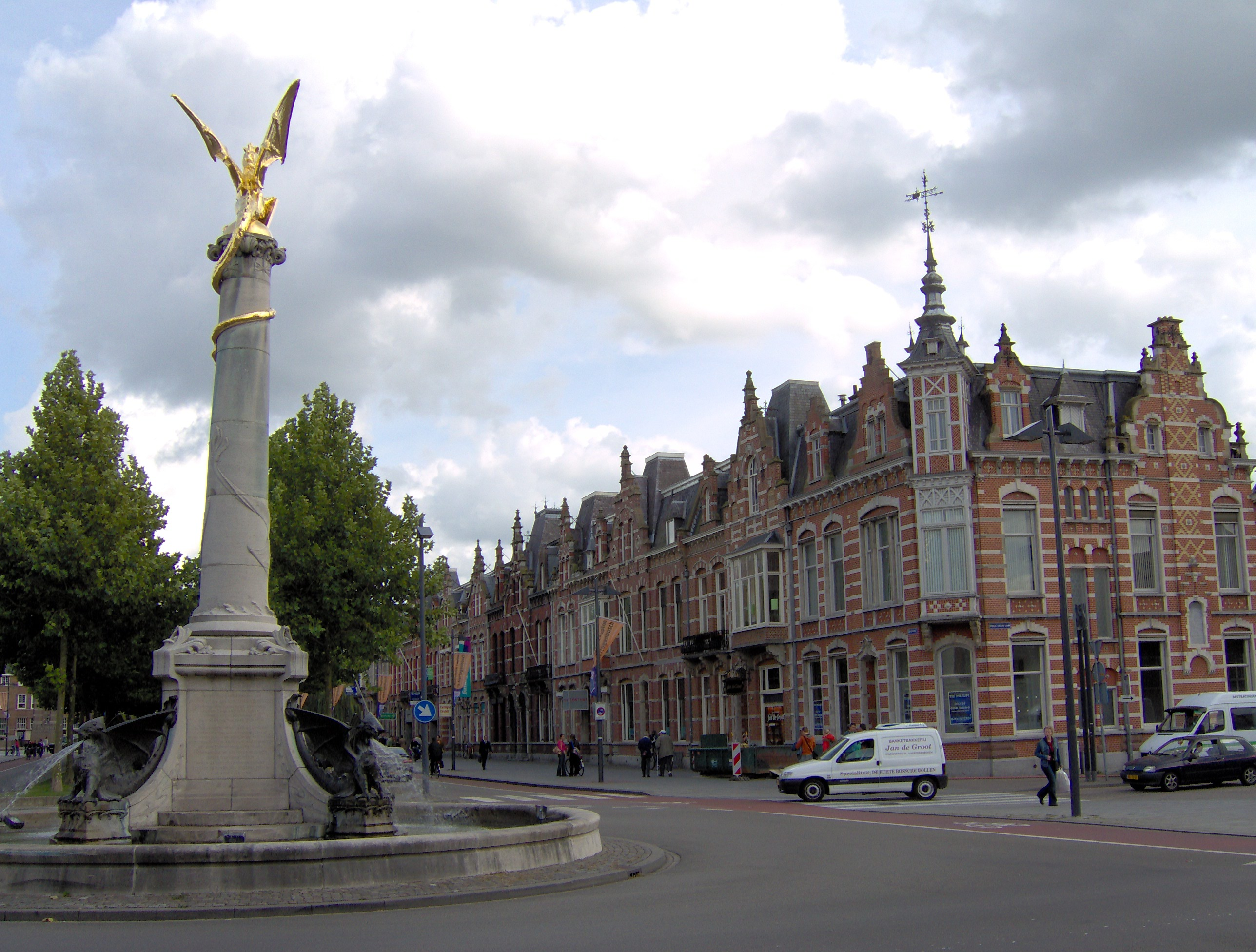
Stationsweg (Het Zand) met de Drakenfontein
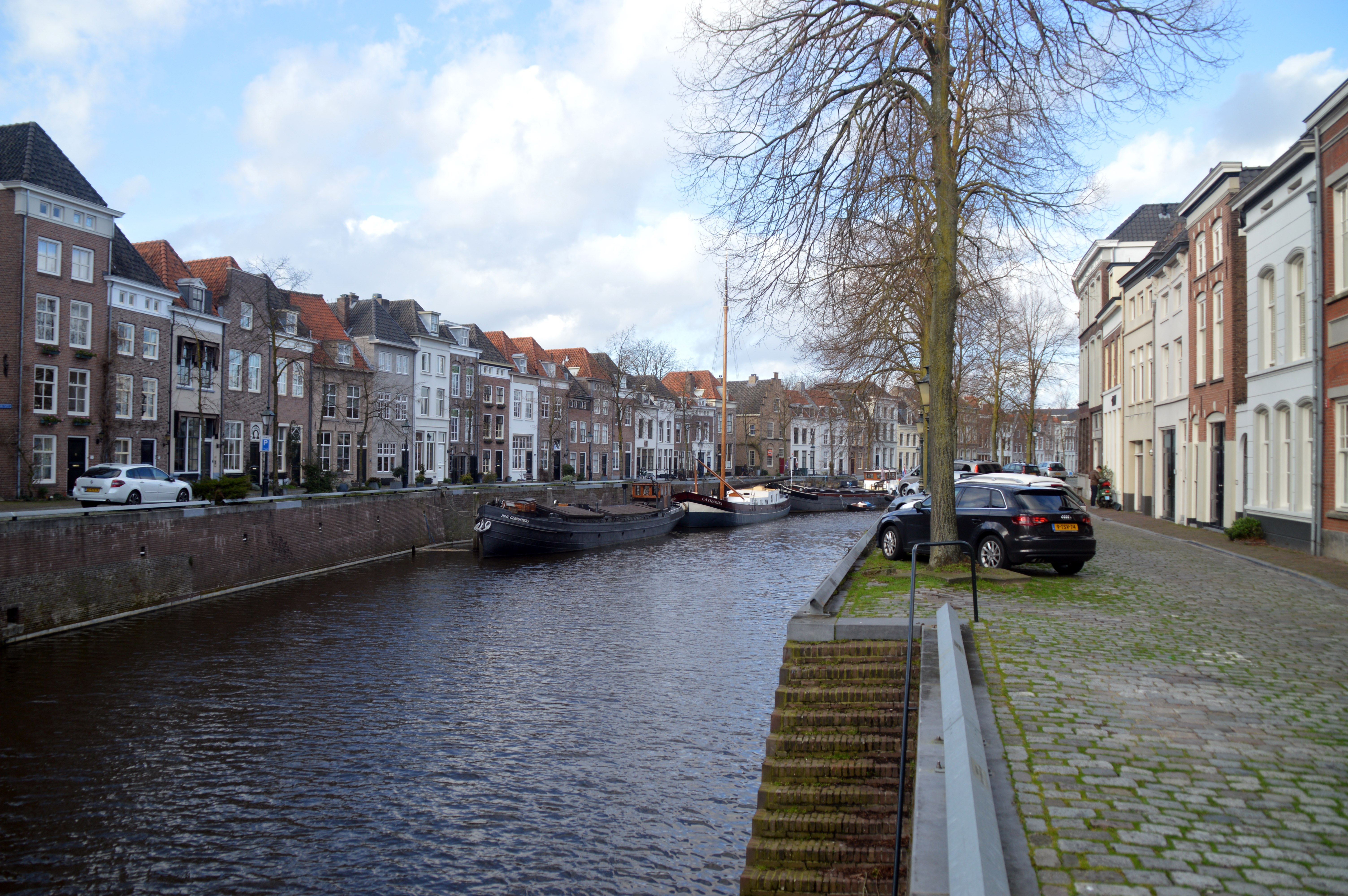
Brede haven naar het Noorden gezien.
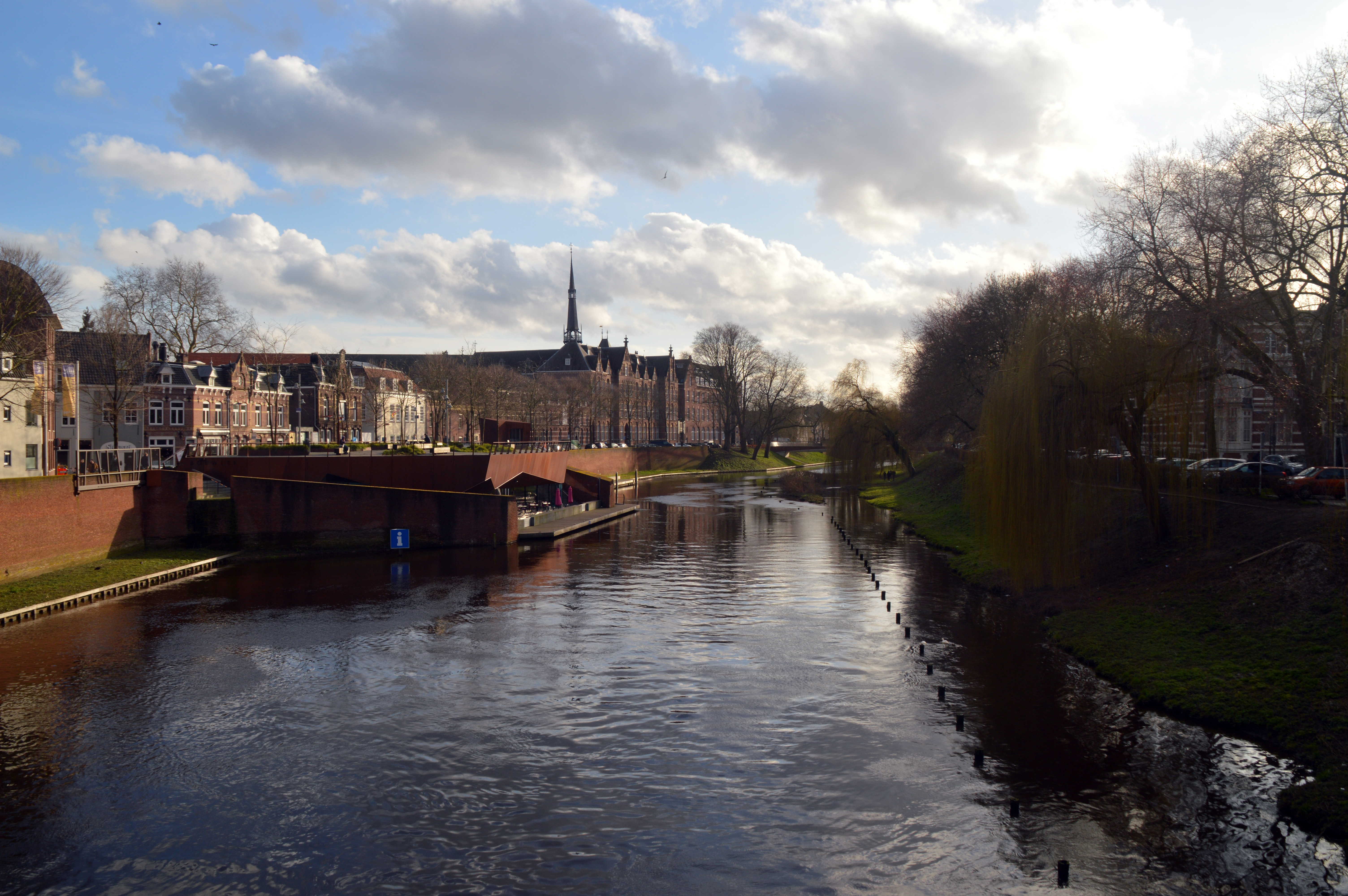
Rivier De Dommel vanaf de Stationsweg richting Mariabrug. Op de achtergrond de Universiteit Jheronimus Academy of Data Science.
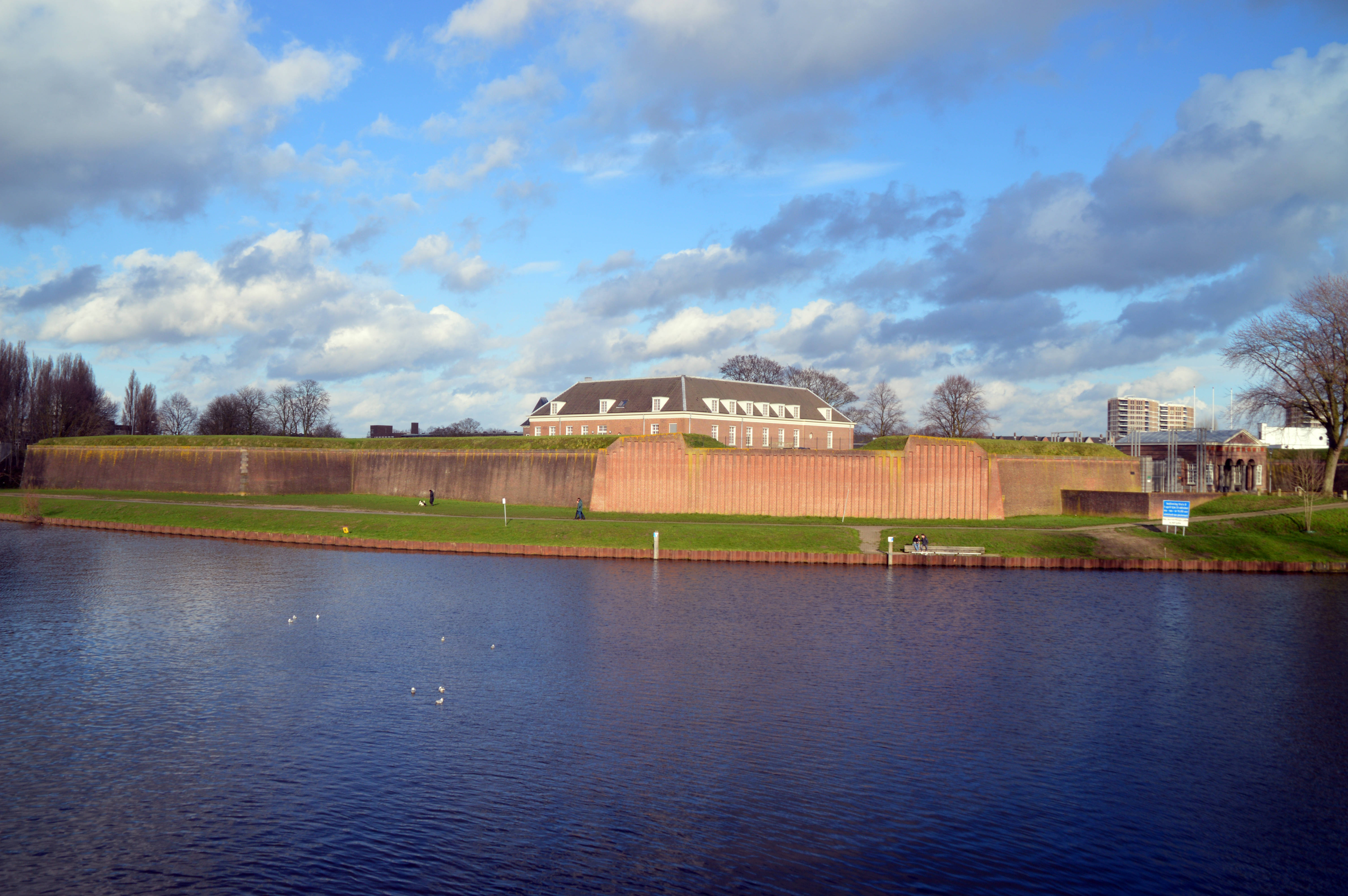
Citadel van 's-Hertogenbosch van de zuidkant gezien.
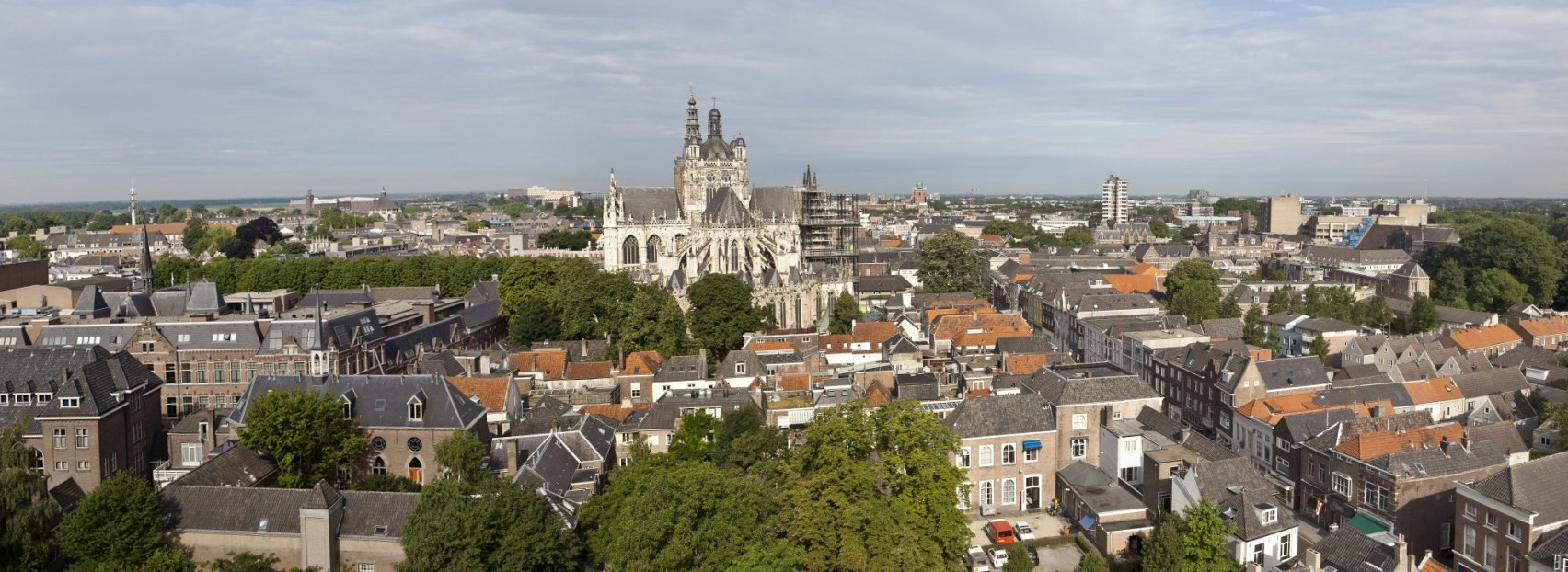
Uitzicht over het centrum
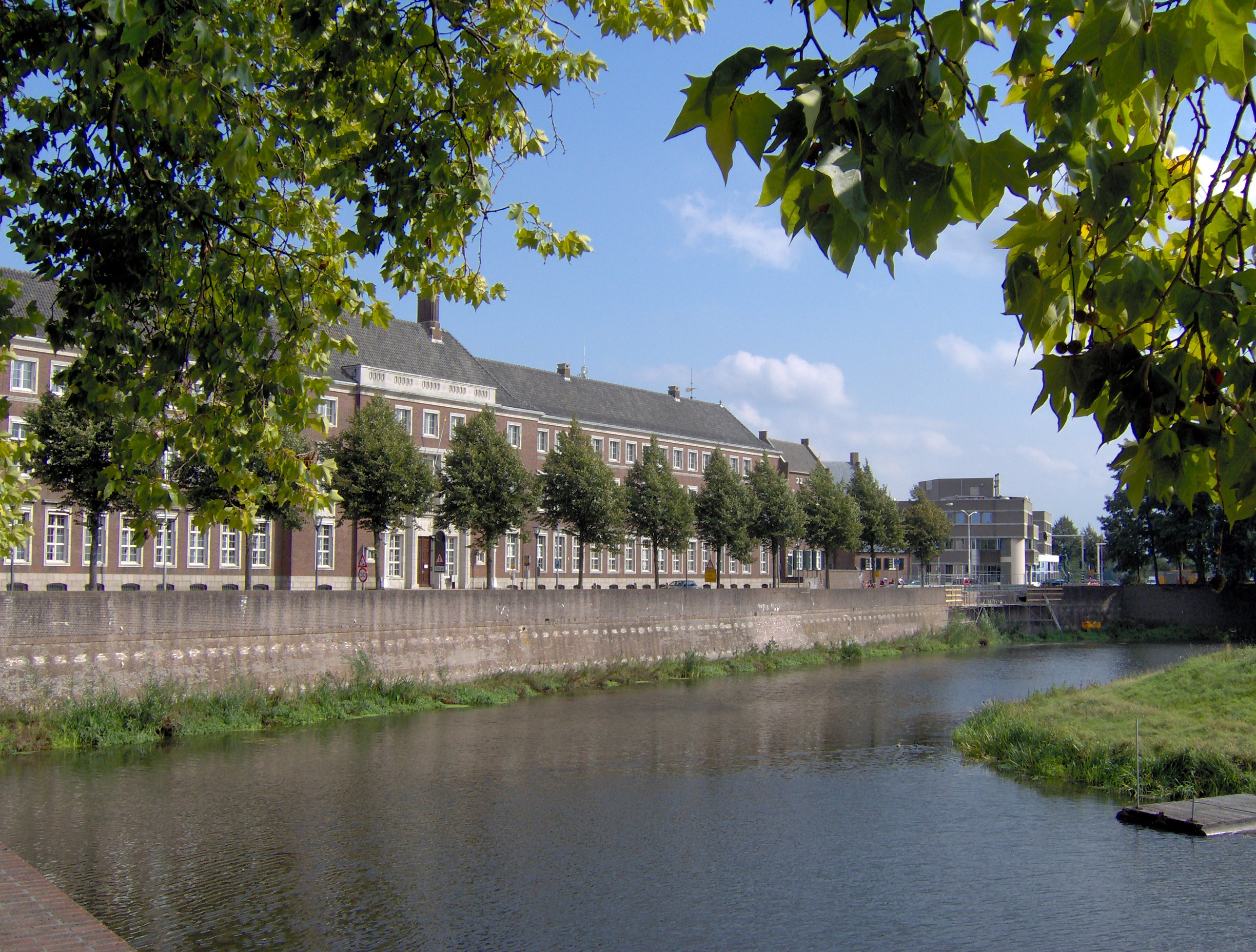
Stadswal bij Het Bossche Broek
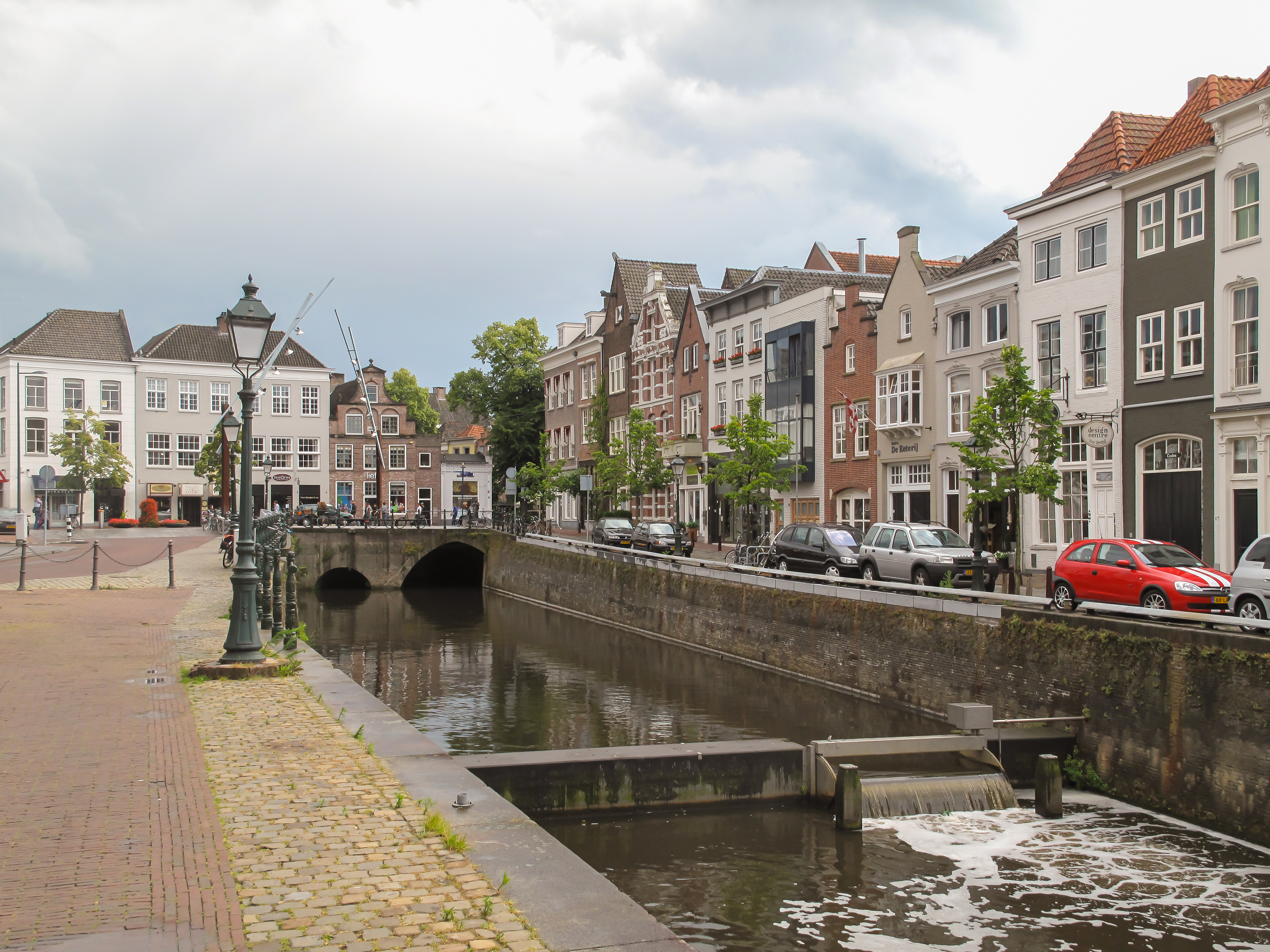
Smalle Haven-Gruijterpassage
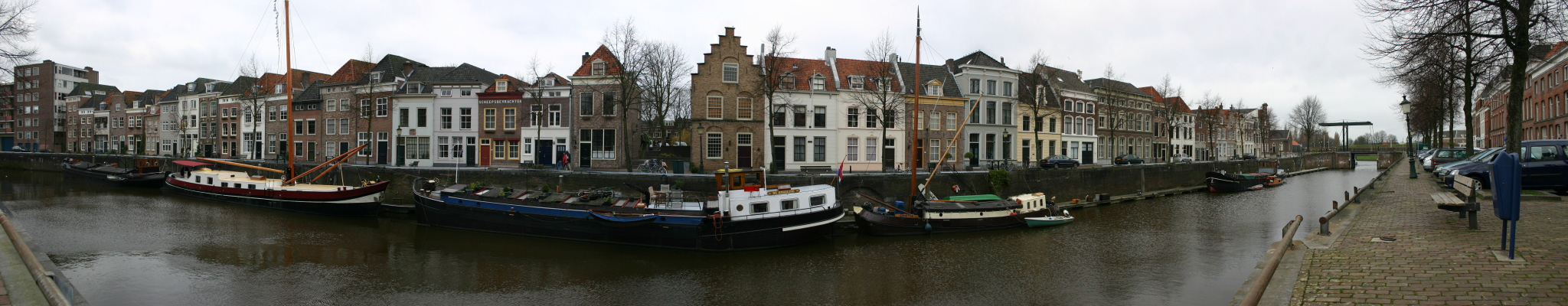
Brede Haven
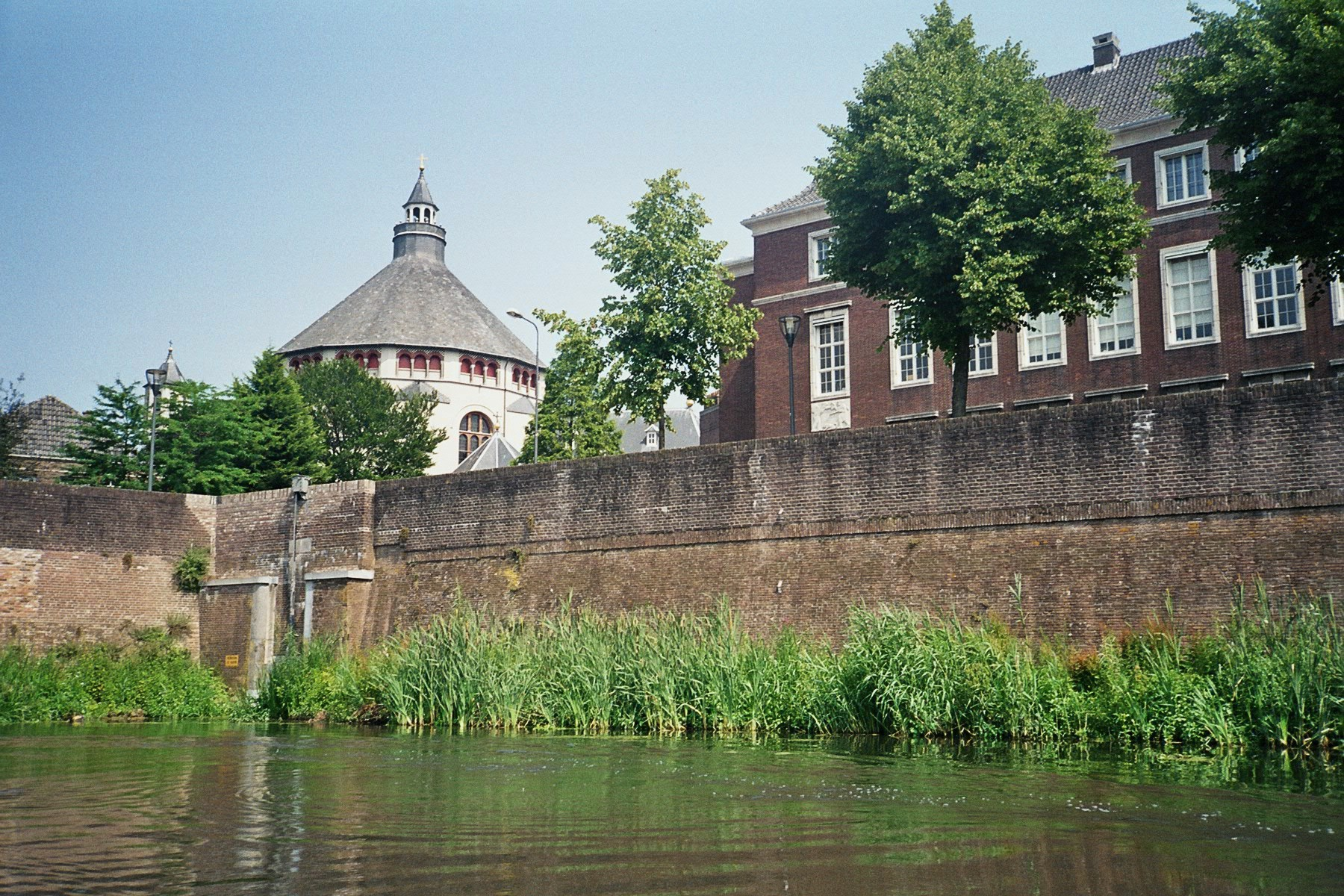
Vestingmuur, onderdeel van de vestingwerken
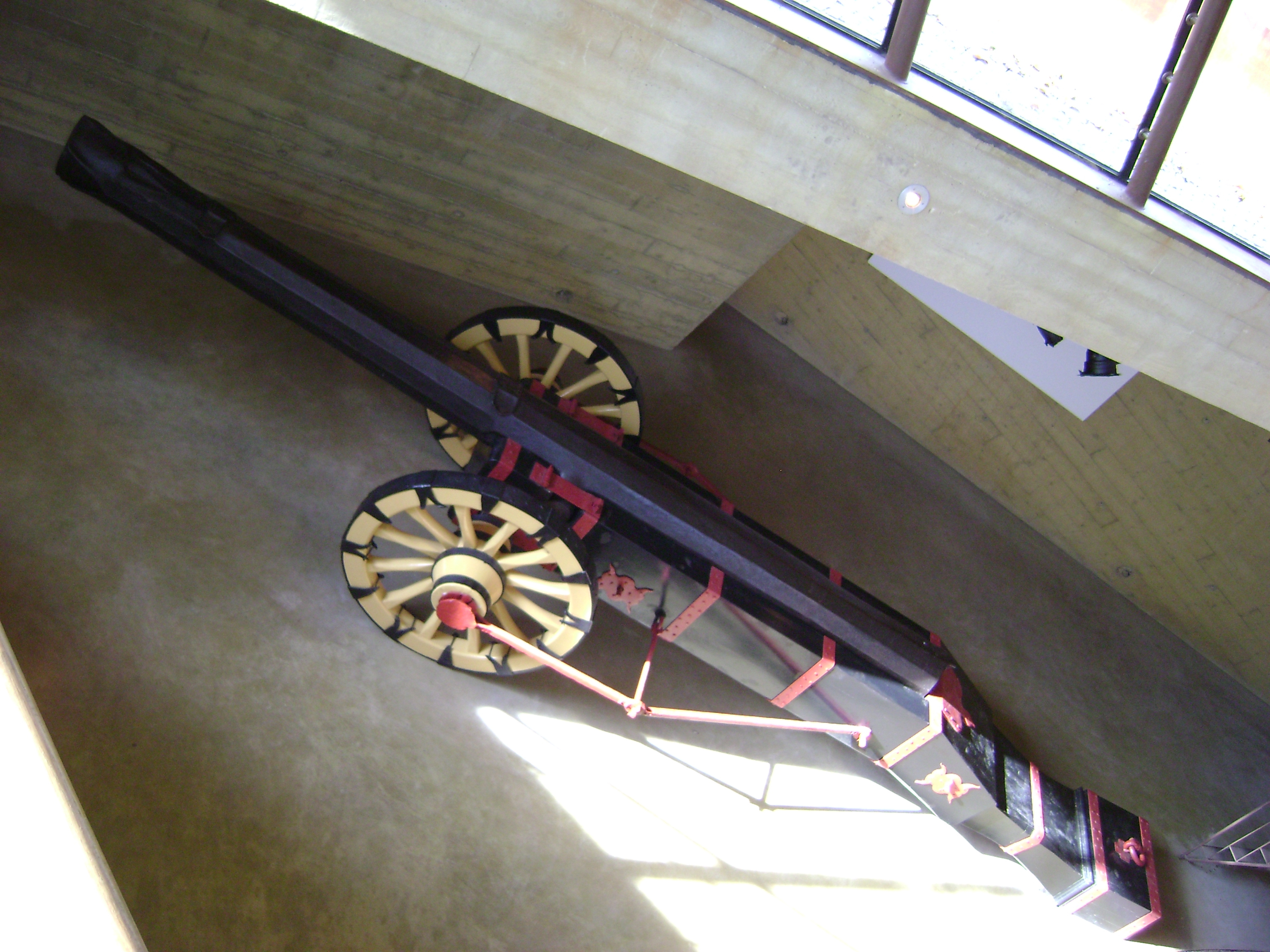
Boze Griet, een smeedijzeren kanon uit 1511, in het Bastionder museum
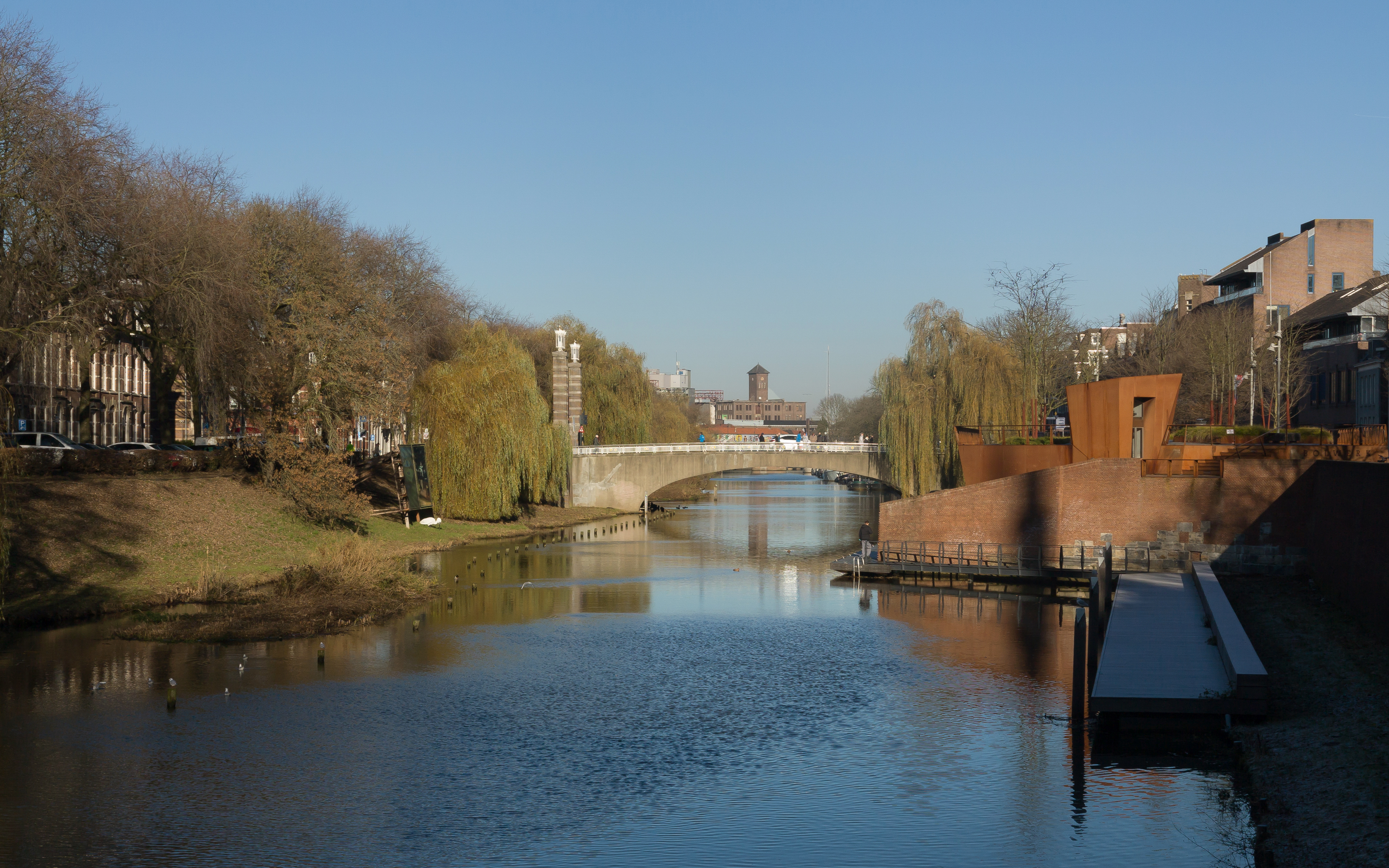
De Dommel vanaf Mariënburg